# Roch de Montpellier
Pour les articles homonymes, voir Saint-Roch (homonymie) et Roch.
Saint Roch (né à Montpellier vers 1350, mort à Voghera vers 1378), Rochus en latin et Sant Ròc en occitan, est un pèlerin et thaumaturge français, honoré le 16 août, à qui l'Église accorde le titre canonique de confesseur (car ayant beaucoup souffert au service de la foi mais sans subir le martyre). En termes de culte populaire, il est principalement le saint patron de tous les pèlerins ainsi que de nombreuses confréries ou corporations : notamment des chirurgiens, des dermatologues et des apothicaires (pharmaciens). Son culte, né d'abord en France et en Italie, est devenu très populaire et s'est répandu dans le monde entier.

## Histoire et hagiographie

### La vie de saint Roch

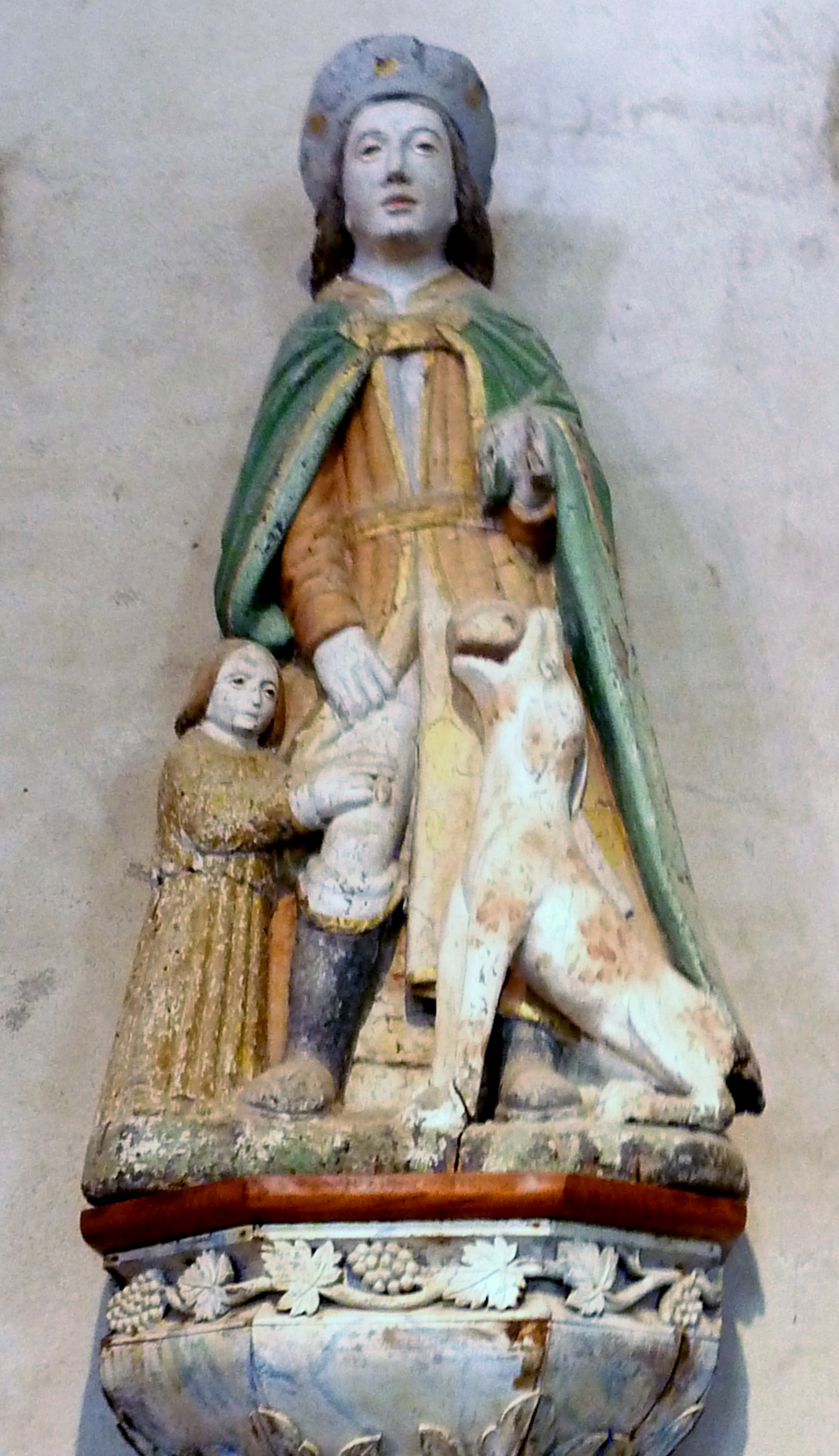
Statue de Saint Roch dans l'église paroissiale Saint-Germain-et-Saint-Louis de Laz en Bretagne.

Roch naquit à Montpellier, entre 1348 et 1350, en pleine guerre de Cent Ans, pendant la grande période de la peste noire qui dura deux ans et décima un tiers de la population de l'Europe. C'est l'époque des grandes famines et des massacres perpétrés par les grandes compagnies.
Montpellier, possession de la couronne d'Aragon et rattachée à la couronne de France en 1349, était une république marchande, une grande ville du Midi, cosmopolite et tolérante, très réputée pour son université. C’est une ville étape importante de pèlerinage sur la via Tolosana, bénéficiant de plus de la proximité d’Avignon, siège de la papauté depuis plus de quarante ans.
Bien que Roch fût un prénom très courant en France et en Italie (Rocco), une tradition prétend que ce saint appartient à la famille Roch de La Croix, lignée devenue importante au XVIe siècle, où elle prend le nom de La Croix de Castries.
Son père, Jean Roch de La Croix, dignitaire de la ville, en fut le premier consul, en 1363. Sa mère, dame Liberia, était originaire de Lombardie. Fils désiré et longtemps attendu, sa naissance se révéla en partie miraculeuse – ses parents ayant prié la Vierge Marie pour avoir un enfant – il naquit effectivement et avec le signe d'une croix rouge sur sa poitrine. Passant une enfance dans un milieu profondément chrétien, il fut baptisé au sanctuaire Sainte-Marie des Tables, qui était aussi le centre de la vie spirituelle, intellectuelle, administrative et sociale de Montpellier.
Il fit probablement ses études chez les Dominicains, ordre alors nouveau et en plein essor, avant d’étudier la médecine. Il fut confronté très jeune aux terribles épidémies de peste de 1358 et 1361. À Montpellier, cette dernière fit jusqu’à 500 morts par jour, pendant trois mois.
Orphelin à 17 ans, riche et instruit, il aurait pu participer à la gouvernance de la ville mais il choisit plutôt de confier à son oncle cette responsabilité et il préféra distribuer tous ses biens aux pauvres. Sur ce, il rejoignit le Tiers-ordre franciscain, revêtit l’habit de pèlerin, reçut la bénédiction de l’évêque de Maguelone et prit la route pour Rome.

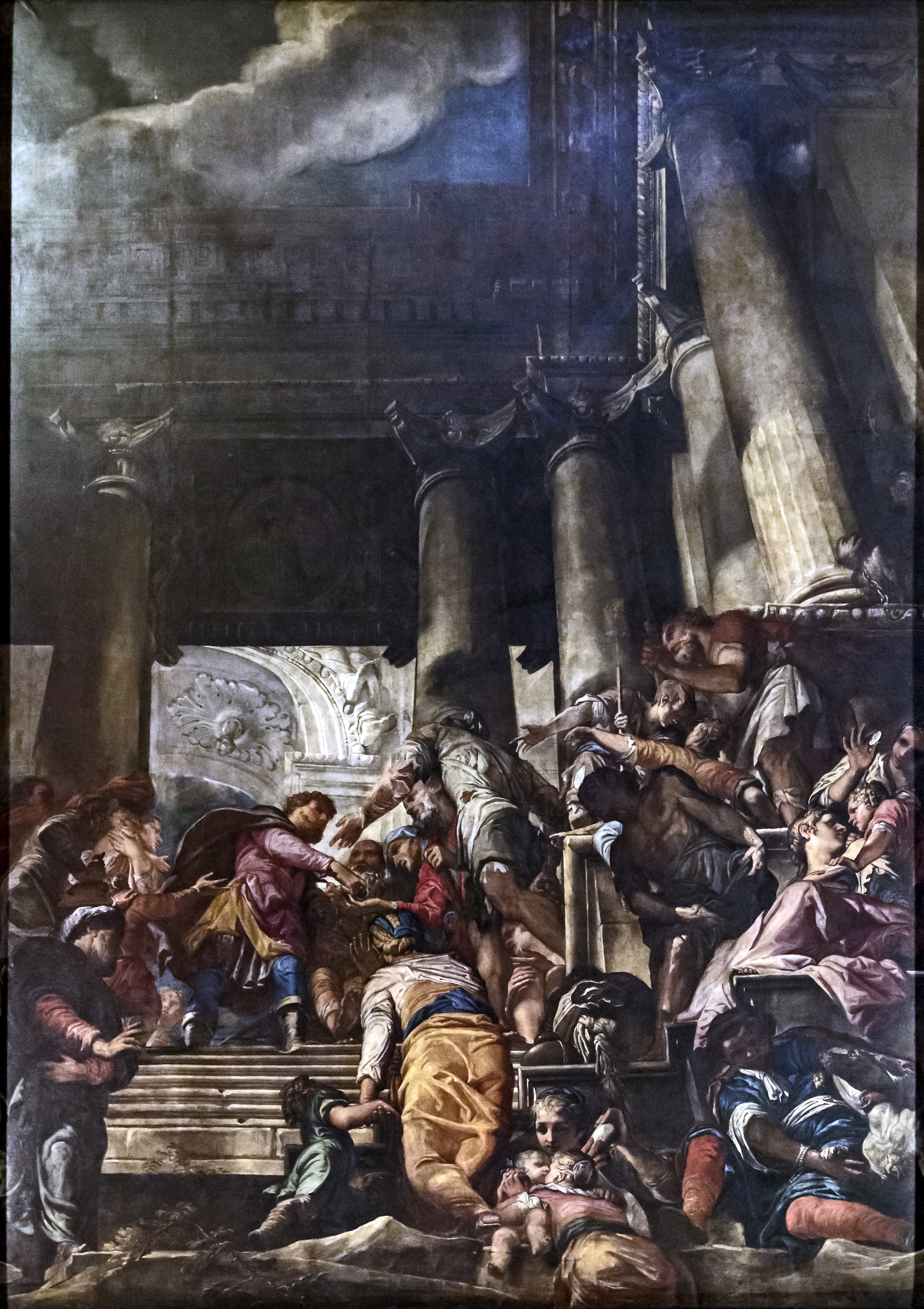
Saint Roch fait l’aumône aux pauvres avant son pèlerinage à Rome de Giovanni Antonio Fumiani (1675), plafond de la nef de l'église Saint-Roch de Venise.

Empruntant probablement la voie Francigène, il arriva à Acquapendente, à quelques jours de marche de la Ville éternelle, en juillet 1367. Il y resta trois mois, car la peste y sévissait. Il mit en pratique l’enseignement médical qu’il avait reçu, en l’associant à des signes de croix et une invocation sur les souffrants et obtint rapidement de nombreuses guérisons.
Son charisme auprès des malades se révéla sans doute à ce moment-là. Étymologiquement, le charisme est un don fait par Dieu à un homme pour qu’il manifeste l’amour divin parmi les hommes. Il reprit son chemin pour Rome, lorsqu’il apprit qu’à Cesena, à l’opposé de sa direction, l’épidémie faisait rage. Il s’y rendit, faisant ce que Dieu attendait de lui au fur et à mesure de son pèlerinage, et obtint là encore des guérisons miraculeuses. Il arriva enfin à Rome, au début de l’année 1368, et s’occupa sans doute des malades de l’Hôpital du Saint-Esprit, ordre fondé par son compatriote, Guy de Montpellier.
Un prélat, peut-être un cardinal, guéri par ses soins ou témoin de guérisons miraculeuses (il pourrait s’agir de Gaillard de Boisvert, régent Pro Tempore de la Sacra Penitenzieria, à cette période) le fit admettre devant le Bienheureux pape Urbain V, qui, saisi d'une mystérieuse intuition, s’écria aussitôt en voyant Roch : « Toi... Il me semble que tu viens du Paradis ! ». Et le Pape lui accorda l’indulgence plénière.
Roch avait sans doute déjà aperçu à Montpellier le pape d’Avignon Urbain V, qui tenta une première fois de réinstaller la papauté à Rome en 1367, lorsqu’il y était venu consacrer l’autel majeur de l’église du monastère Saint Benoît, future cathédrale Saint-Pierre.
Roch quitta Rome en 1370 pour rentrer dans sa patrie. Mais au mois de juillet 1371, il était de retour en Italie, à Plaisance, à l’hôpital Notre-Dame de Bethléem, près de l’église Sainte-Anne, où il assista inlassablement, guérit et réconforta les malades.
Atteint lui-même par la peste, Roch se rendit péniblement jusqu’à un bois, à l’orée du bourg fortifié de Sarmato, pensant y mourir. À cet endroit, une source jaillit et un chien vint alors lui apporter chaque jour un pain, sans doute envoyé près de lui par son maître, qui pourrait être le noble Gothard Pallastrelli qui allait par la suite devenir son disciple et qui aurait été également le premier biographe du saint et l’auteur de son unique et vrai portrait, conservé à Plaisance en l’église Sainte-Anne. Roch recouvra la santé et retourna aussitôt à Plaisance auprès des pestiférés, faisant preuve d’un courage et d’une humanité remarquables à leur service.
Il reprit sa route, mais les terres milanaises étaient le théâtre d’une guerre entre le Duc de Milan, Barnabé Visconti, son frère Galeazzo II et la ligue constituée par le pape Urbain V, conduite par Amédée VI de Savoie. Ce conflit dura de 1371 à 1375. Pris pour un espion, Roch fut arrêté à Broni, et transféré à Voghera par Beccaria, intendant militaire des Visconti.
Sa renommée était déjà grande. De surcroît, grâce à sa marque de naissance en forme de croix sur sa poitrine, il pouvait être identifié par son oncle, gouverneur de la ville ou l’un des plus proches collaborateurs de ce dernier. Mais, fidèle au vœu d’anonymat de tout pèlerin, Roch ne révéla pas son identité et demanda à pouvoir reprendre son chemin en tant qu’ « humble serviteur de Dieu ». Sa requête fut rejetée et il fut mis au cachot.
Son emprisonnement dura cinq ans. Selon la tradition, il ne dévoila son identité qu’à un prêtre, la veille de sa mort, survenue le mardi 16 août 1379 âgé d'environ 30 ans.
Roch fut enterré avec dévotion à Voghera qui, dès 1382, lui consacra une fête.
Un siècle plus tard, sa dépouille, gardée dans l’église qui lui est toujours dédiée, fut volée, ou fit l’objet d’une transaction, en février 1485 (à l’exclusion de deux petits os du bras), et transportée à Venise.
À Montpellier, son nom se retrouve dans les annales du Petit Thalamus sur un document intitulé Cérémonial de l’an 1387, et des actes municipaux de 1440 et de 1505.
La majeure partie de son corps est toujours à Venise en l’église de la Scuola Grande di San Rocco. En 1856 un tibia fut donné à l’église Saint-Paul de Montpellier, dont il ne reste plus qu’une chapelle latérale, à l’arrière du sanctuaire Saint-Roch, lequel est dépositaire aujourd'hui de la relique et de son bâton de pèlerin.

### Éléments historiques

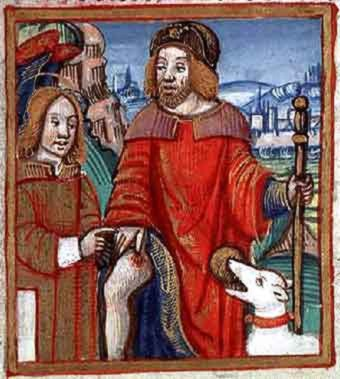
Saint Roch dans un manuscrit médiéval.

Suivant la thèse de Pierre Bolle, le nom de saint Roch serait un doublet hagiographique d'un saint plus ancien, saint Racho d'Autun qui décéda vers 660. On l'invoquait pour se protéger des tempêtes. D'une part, il y aurait eu confusion entre les noms de « Racho » et « Rocha ». D'autre part, ce serait à la suite d'un phénomène d'aphérèse que l'ancien mot français « tempeste » serait devenu « peste ». Ceci est en accord avec la médecine médiévale de sa théorie des humeurs qui prétendait que les maladies étaient causées par une corruption de l'air. Une autre hypothèse est que sa famille d'origine portait le nom de Rog, plus exactement des Roctch ou Rouch en français. Il pourrait également être issu du nom germanique latinisé Crocus, porté par un roi alémanique au IVe siècle ou du gotique hruk, « corneille ». Son nom pourrait aussi être issu du latin rubeus (« rouge »), car selon la légende il serait venu au monde avec une petite croix rouge sur la poitrine.
Saint Roch serait décédé à Voghera plutôt qu'à Montpellier. La thèse la plus probable est qu'il était sur le chemin du retour vers sa patrie quand il aurait été arrêté comme espion du pape par le duc de Milan à Anghiera près de Voghera en Lombardie, et serait mort après cinq ans de captivité dans la prison de Voghera.

#### Premières hagiographies
« Historia ex italica lingua reddita teutonica », fin du XIVème (?) début du XVe siècle. Rédigé en langue vernaculaire, il nous reste sa traduction en allemand sous le titre « das leben des heiliguen sant rochus » : c'est un petit volume de 7 feuillets avec une gravure, qui a été édité en 1484 à Nuremberg.
« Acta breviora » ou « l'Anonyme », ensemble de 3 pièces – 1 originale et 2 copies – publié à Cologne en 1483, serait la traduction latine d’un texte contemporain de Roch.
Faites à l’intention des couvents des Pères Célestins de Paris et d’Amiens, encore appelées Belfortin (bibliothèque de M. de Beaufort).
« Vita sancti rocchi » de Francesco Diedo, noble vénitien, gouverneur de Brescia, qui rencontra un grand succès. Il s’agit d’une hagiographie rédigée en 1478 et publiée en 1483, la seule qui donne les dates de la naissance et de la mort de Saint-Roch. Ces dates sont à présent abandonnées.
Il faut citer ensuite :
« Vita sancti rocchi », c'est la version française de cette « Acta brevoria » traduite par le Dominicain Jehan Phelipot en 1494, et le titre en était « vie et légendes ».
Une « Vita sancti rocchi » de Jean de Pin, éditée à la fois en 1516 à Paris et Venise sous le titre de « Vie, légende, miracles et oraisons de Monseigneur Saint Roch ». Jean de Pin était languedocien, évêque toulousain et ambassadeur de François Ier à Venise. Il se démarque par son érudition et la logique de son récit, de ceux précités. Il se garde bien de dater.

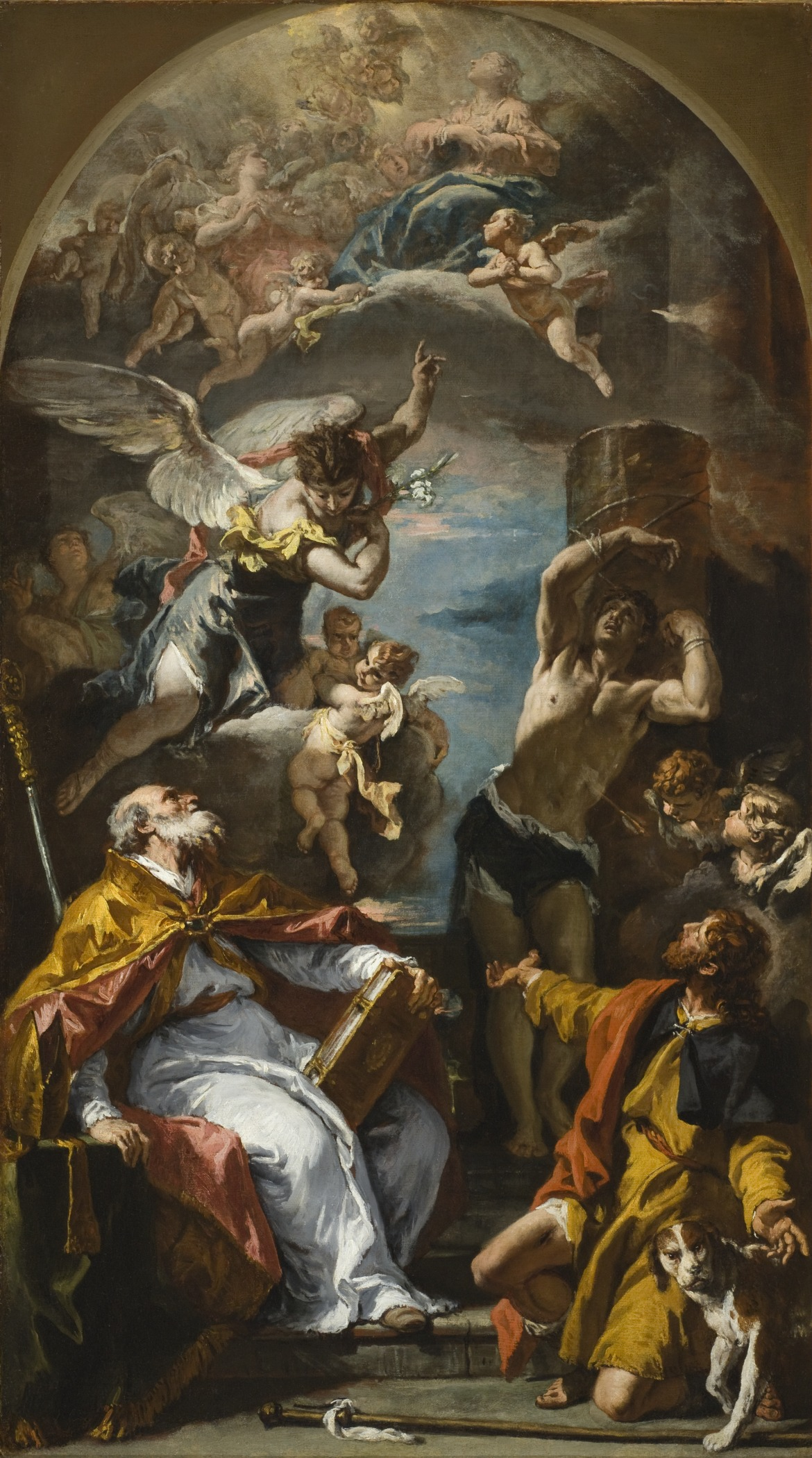
La Vierge en gloire avec l'Archange Gabriel et les saints Eusèbe
Roch et Sébastien
Sebastiano Ricci, 1724-1725
Musée d'Art du comté de Los Angeles.

#### Il y a eu d'innombrables écrits sur saint Roch au cours des siècles
Il faut citer quelques ouvrages relativement récents, qui ont contribué à reconstituer, de façon logique et scientifique, la vie de Saint Roch :
Augustin Fliche : « Le problème saint Roch » (1950)
- Jean Segondy : « Saint Roch de Montpellier » (1964)
- François Pitangue : « Nouvelle contribution à l'étude de la vie authentique de l'histoire et des légendes de Monseigneur Saint Roch ». Montpellier (1984)

Les remarquables recherches historiques et scientifiques faites au cours de ces dernières années par Paolo Ascagni et la sortie d'un premier ouvrage en italien « Rocco di Montpellier » Voghera e il suo Santo en 2001, qui sera suivi d’un site de référence (2005) et de la création d'un comité international de recherches historiques sur saint Roch. Enfin de la découverte récente de trois nouvelles hagiographies.
- « Histoire de saint Roch » de Domenico Da Vicenza, composition poétique en langue italienne, écrite entre 1478 et 1480. Ce pourrait être la première hagiographie du saint.
- « La Vie du glorieux confesseur saint Roch, de Paolo Fiorentino Aldighieri écrite en langue italienne, imprimé à Brescia par Bartolomeo da Vercelli, datée entre 1481 et 1482.
- « La Vie de saint Roch confesseur » de Bartolomeo Dal Bovo, un seul exemplaire, manuscrit, en latin daté du 22 mai 1487. conservé auprès de la Bibliothèque Civique de Vérone.

« Roch de Montpellier, saint, pèlerin de l'absolu » ouvrage d'Anne-Marie Conte-Privat en français (2005) qui retrace sa vie à la lumière des dernières recherches, répond à de nombreuses questions concernant son époque, sa maison natale, son pèlerinage, son culte, ses reliques... et qui propose un itinéraire pour aller à sa rencontre de nos jours en Italie et à Montpellier.
Il est à remarquer que, même s'il y a des divergences, et des erreurs notables, tous font naître saint Roch à Montpellier. Concernant les premières hagiographies, et leurs chronologies, le tableau de Pierre Bolle en témoigne.

## Culte de Saint Roch

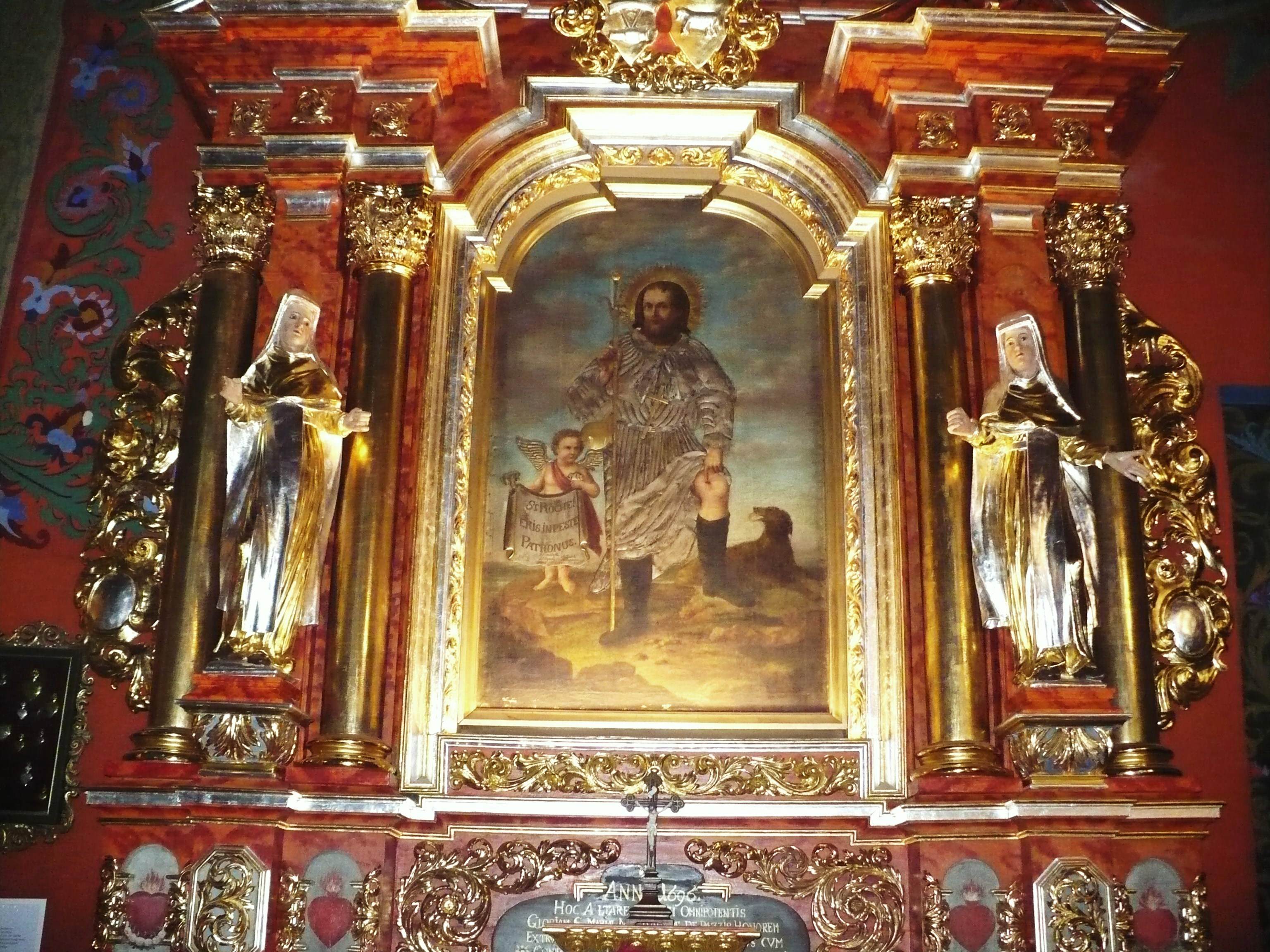
Autel Saint-Roch à la cathédrale de Bidgostie en Pologne.

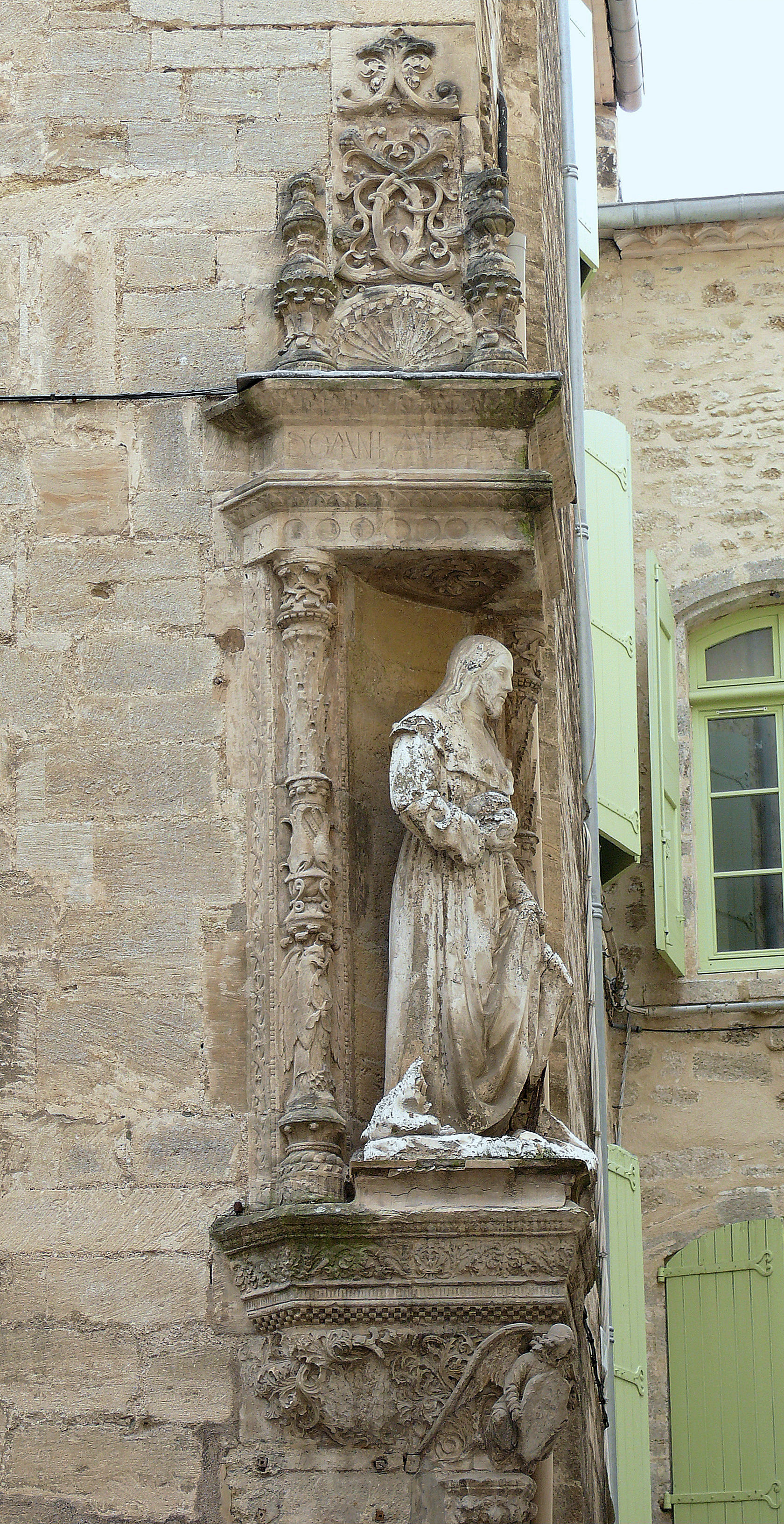
Statue de saint Roch à Pézenas (Hérault) qui a depuis été restaurée en 2013 et qui comporte maintenant le chien et le bourdon.

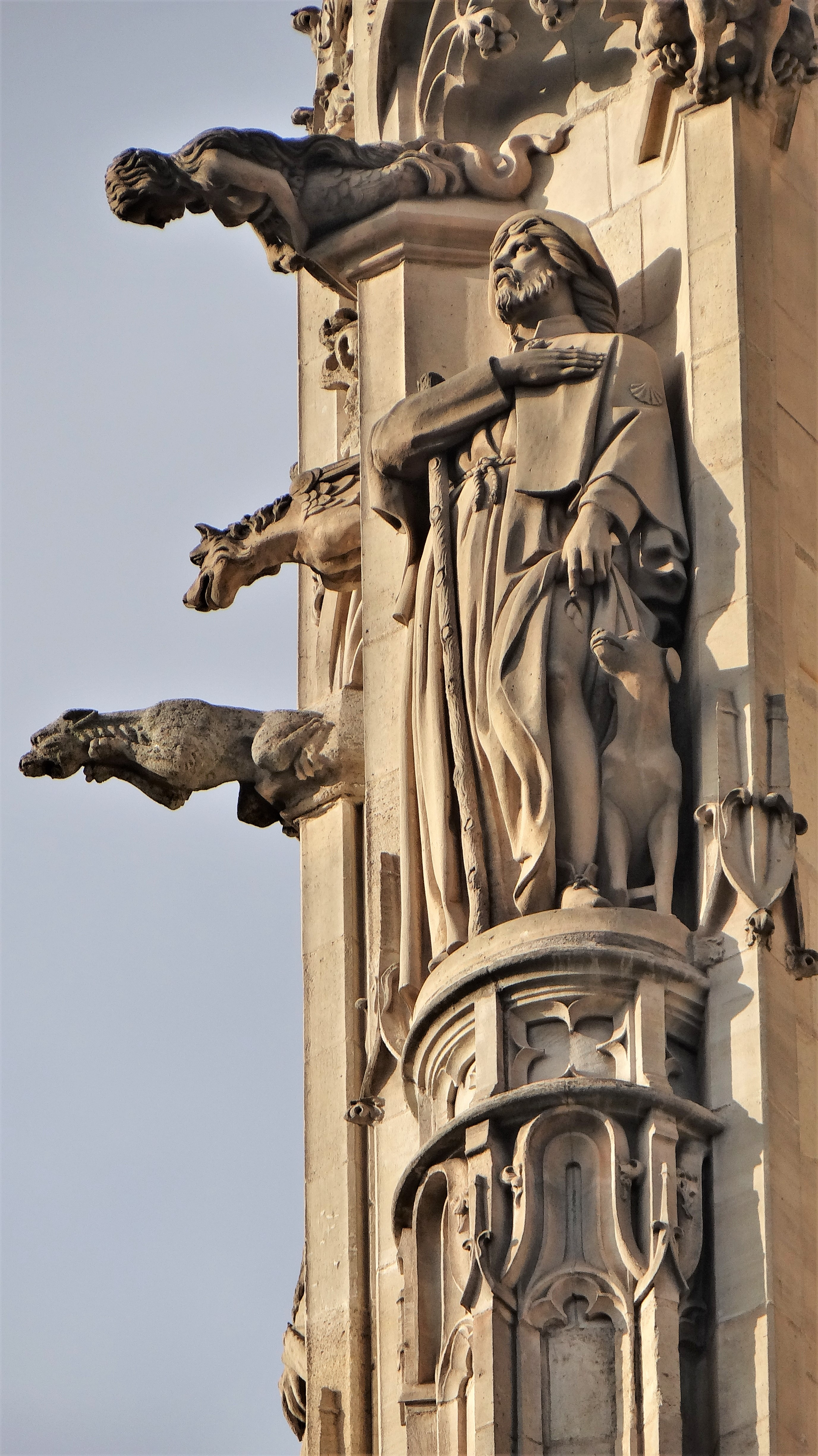
Statue de saint Roch à Paris sur la Tour Saint-Jacques.

Après avoir été immédiatement « canonisé » par la rumeur populaire dès le lendemain de sa mort, fin XIVe siècle, il a été finalement inscrit au Martyrologe romain par le pape Grégoire XIII après stricte enquête romaine, fin XVe siècle, et enfin canonisé en 1629 par le pape Urbain VIII, à la suite d'une ferveur populaire toujours continue et croissante, confirmant son culte par deux textes pontificaux reconnaissent ses vertus thaumaturgiques et charitables.
En effet, l'un des personnages les plus sympathiques du XIVe siècle est bien ce jeune homme natif de Montpellier, laïc, qui n'a laissé ni une parole ni le moindre écrit, mais dont l'aura de sainteté, dès sa mort, se répandit comme une traînée de poudre et fut partout aussitôt invoqué comme un grand saint. L’Église le fête partout en Occident. Plusieurs papes, par la suite, ont accordé la faculté de lui ériger des sanctuaires. Privilèges et indulgences sont également donnés aux confréries qui se réclament de son patronage. La ville de Montpellier lui dédie un sanctuaire dès 1420.
Le culte de saint Roch en Italie se diffuse à partir de Voghera, et de la région allant de Plaisance à Brescia, puis de Venise. En France, de Lodève et de Montpellier, et du Midi en général. Il gagne ensuite toute l’Europe, à partir de la Belgique et des Pays-Bas, et traverse l’océan pour gagner les colonies espagnoles et portugaises d’Amérique, les Antilles... Les pèlerins, des confréries, des corporations de métiers se mettent sous son patronage.
Des villes, des quartiers, des rues, des lacs, des collines, des forêts, des caps portent son nom, non seulement en France, Italie, Espagne et Europe, mais jusqu’en Argentine, Colombie, Afrique, aux Antilles, à Madagascar, aux Philippines, aux États-Unis, au Canada, au Brésil.
Saint Roch est le patron des pèlerins et de nombreuses confréries ou corporations : chirurgiens, dermatologues, apothicaires, mais aussi des paveurs de rues, des fourreurs, pelletiers, fripiers, cardeurs, et aussi le protecteur des animaux, notamment de compagnie. Son culte, né d'abord en France et en Italie, est devenu très populaire et s'est répandu dans le monde entier. Il est aussi l’intercesseur le plus aimé du monde rural et paysan. Des centaines de lieux fêtent la Saint-Roch le 16 août. On dénombre des milliers d’églises, de chapelles et d’oratoires qui lui sont dédiés dans le monde entier : 3 000 en Italie où 250 paroisses, 74 villes et 36 quartiers dans les cités les plus importantes portent son nom.
Saint Roch de Montpellier, saint protecteur et guérisseur de la peste, a connu une gloire extraordinaire (peu de saints ont été aussi célèbres entre le XVe siècle et le XVIIIe siècle), suscitant des centaines d’ouvrages et les plus nombreuses représentations d’un saint dans le monde de l’art, avec des œuvres parmi les plus importantes du patrimoine culturel international, mais aussi celles de petits artistes et artisans.
Le culte de saint Roch est, de nos jours, toujours lié à ses vertus de thaumaturge. Il est à remarquer que toutes les manifestations liées au saint, qu’elles soient cultuelles, culturelles ou festives, sont empreintes d’élans authentiques, spirituels, de vraie foi, très loin des folklores et des mondanités.
Figure moderne et charismatique délivrant un message universel de générosité et de paix, toujours d’actualité, il continue à susciter l’émotion populaire et à rassembler.
Son culte a, de nos jours, une dimension internationale et intercontinentale.
Lors de la pandémie du coronavirus en 2020, de nombreuses prières en l'honneur du saint ont circulé sur les réseaux sociaux afin de lui demander la fin de ladite pandémie,. Saint Roch et saint Sébastien ont été les plus invoqués pendant la pandémie de Covid-19.

### À Montpellier

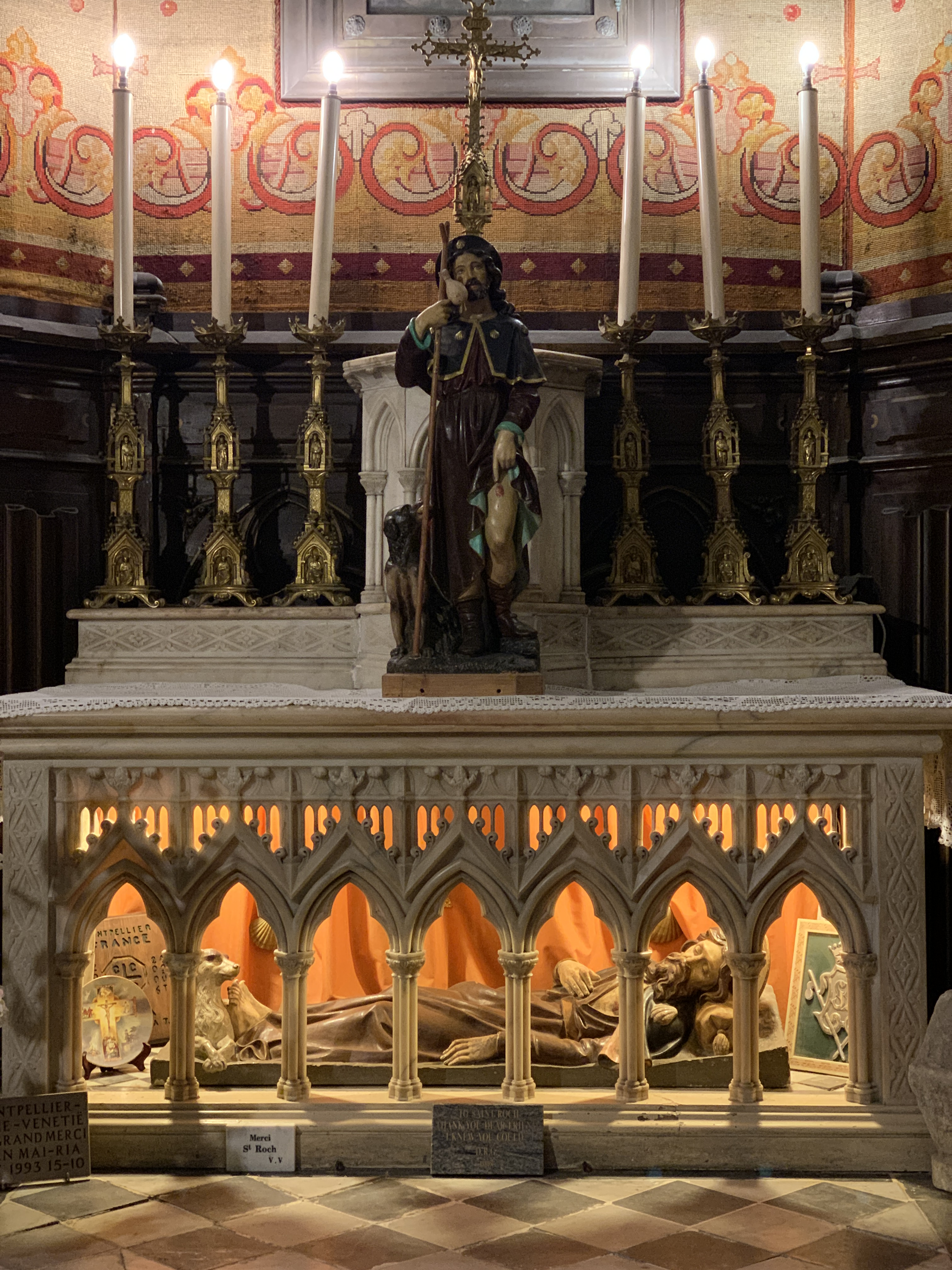
Châsse-reliquaire, chapelle Saint-Roch, église Saint-Roch, Montpellier.

Dans un document intitulé Cérémonial de l’an 1387 du Petit Thalamus, on trouve « le 16 août est la fête de Mgr Saint-Roch, enfant de Montpellier, et (il) et fondée une chapelle au (Jacobins) ». Cette annotation a été ajoutée en 1450.
Jean III de la Vergne, évêque de Lodève établit en 1410 une confrérie de Saint Roch. Une autre est créée en 1413 à Clermont-l’Hérault.
Une chapelle lui est dédiée en 1420-21 hors les murs, dans le couvent des Dominicains.
Un acte municipal de 1440 précise que, le 16 août, les consuls se rendent aux Jacobins (Dominicains) tandis que sonnent les cloches de Notre-Dame des Tables.
Le Petit Thalamus atteste aussi d’une procession en mars 1505, consuls de la ville et Trinitaires (ordre consacré au rachat des chrétiens pris par les Sarrasins) en tête, « et après s’en descendit au couvent des frères prescheurs à l’onneur de Monsieur Saint-Roc où quel est en l’église d’icellui est fondée la chapelle ».
Le 11 août 1613 : les Trinitaires d’Arles remettent à ceux de Montpellier une relique de saint Roch.
En 1619 : une chapelle dédiée à saint Roch est érigée dans l’église Saint-Mathieu occupée par les Dominicains.
En 1629 : pour conjurer une épidémie de peste, un tableau, représentant d’un côté la Vierge et Saint Louis, de l’autre saint Roch, est placé dans chaque sixain (quartier) de la ville.
En 1640 : la peste est à Montpellier, les consuls prennent l’engagement d’organiser une procession le jour de la fête de saint Roch. La même année, une chapelle de la cathédrale lui est dédiée.
En 1653 : les Pénitents blancs se rendent à la cathédrale Saint-Pierre, dans la chapelle dédiée à saint Roch, Montpellier ayant été épargnée de la peste de 1629, puis à l’église Saint-Paul (actuel sanctuaire Saint-Roch) pour vénérer les reliques du saint.
En 1660 : construction d’une chapelle en l’honneur de saint Roch.
En 1661 : le centre du culte de saint Roch se déplace dans l’église Notre-Dame des Tables, siège de la première confrérie (date ?). Le marquis de Castries, membre de la famille du saint, et gouverneur de la Ville en est élu prieur.
En 1664 : une terrible peste sévit en Provence, une procession est organisée par les consuls qui renouvellent alors leur vœu de 1640 dans la chapelle de Notre-Dame des Tables, patronne de Montpellier.
En 1720 : lors de la peste de Marseille, des processions eurent lieu pendant 2 mois à Montpellier pour solliciter l’intercession de saint Roch. La même année, un document atteste que son bâton est vénéré dans l’église des Trinitaires.
La période révolutionnaire arrête un temps ces manifestations de vénération, elles reprendront épisodiquement lors des grandes épidémies de choléra.
En 1809 : exposition des reliques. Mgr. Fournier autorise la célébration de la fête de saint Roch.
En 1830 : Montpellier fut la seule ville épargnée par la terrible épidémie de choléra, ce qui fit redoubler la ferveur des habitants.
En 1832-35 : le choléra sévit, le clergé encourage la dévotion à saint Roch et compose un recueil de poèmes.
Le 31 mai 1838 : transfert à Montpellier d’une relique d’Arles (une autre avait été donnée le 11 août 1616), une fête de la susception des reliques est célébrée jusqu’en 1855.
En 1854 : dans le « Messager du Midi », un article paru le 18 août signale la présence de 10 000 personnes dans les rues pour la procession et la distribution d’eau.
En 1855 : construction de l’église Saint-Roch qui ne sera jamais terminée (abbé Recluz).
En 1856 l’abbé Recluz obtint de Venise un tibia de saint Roch. Huit jours de fête marquèrent l’arrivée à Montpellier de la relique qui fut présentée à une commission de vérification comprenant plusieurs professeurs de la faculté de médecine.
En 1871 : une archiconfrérie accueille jusqu’à 1200 membres.
En 1930 : le séminaire prend le nom de « Saint-Roch ».
Au XXe siècle : le culte de saint Roch à Montpellier devient plus épisodique. Lors de la Seconde Guerre mondiale, la promesse de terminer l’église si Montpellier est épargné n’est pas tenue. Toutefois, la distribution d’eau de la maison Saint-Roch aux pèlerins se perpétue, ainsi qu’une messe solennelle et une procession, fervente mais réduite, autour de l’église et ceci jusqu’en 1995.

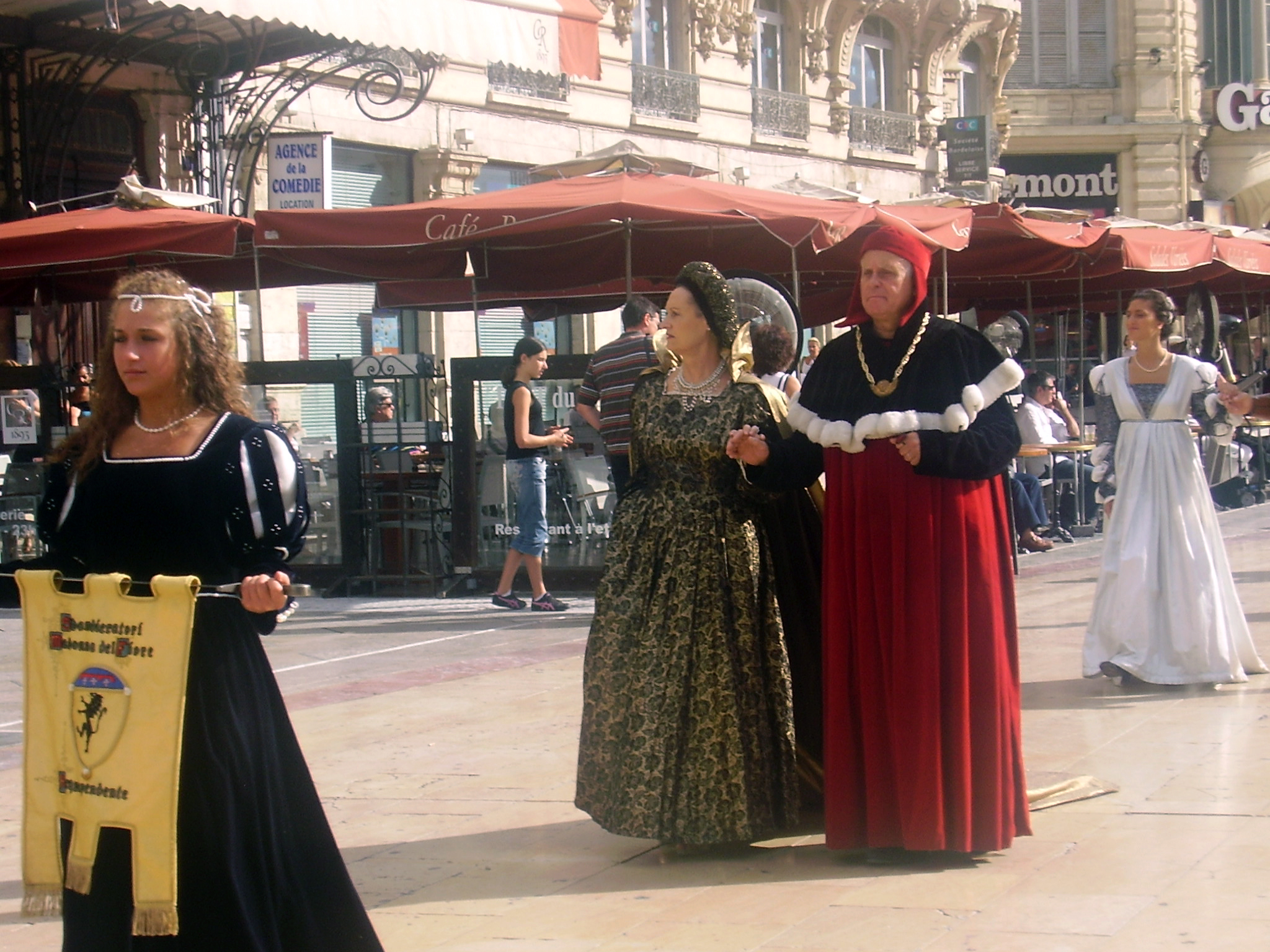
Procession de la Saint-Roch à Montpellier en 2007.

En 1995 : création de l’Association Internationale Saint-Roch de Montpellier : association culturelle, historique et scientifique, touristique, ouverte à tous ceux concernés par Roch de Montpellier, quelle que soit leur motivation : l’exemple qu’il est pour l’homme contemporain, la place qu’il a occupé au Moyen Âge, celle qu’il occupe aujourd’hui en tant que saint patron des pèlerins et celle qui lui revient dans sa ville.
En 2002 : Installation d'une structure d’accueil et d’information chrétienne au sanctuaire Saint-Roch.
En 2004 : le sanctuaire Saint-Roch, lieu de délivrance de la credencial aux pèlerins sur la Voie Tolosana allant de Rome à Saint-Jacques-de-Compostelle, leur propose aussi un hébergement.
En 2005 : L’Association participe à la création en Italie du comité international de recherches historique et scientifique et met en place des Rencontres Internationales. Elle est force de proposition pour la dénomination de la gare de Montpellier « Saint-Roch ». Elle est l’interface internationale entre les villes, les confréries, les associations et tous groupements s’intéressant au saint montpelliérain.
De nos jours le sanctuaire Saint-Roch reçoit jusqu’à 800 personnes par jour.
Les fêtes de saint Roch à Montpellier proposent tout un programme cultuel aux pèlerins autour du 16 août et sont souvent liées pour tout le côté culturel, scientifique et historique, festif et populaire, aux Rencontres Internationales organisées par l’Association en partenariat avec la Ville de Montpellier: Avec de nombreux partenaires, c’est un grand rassemblement cultuel, culturel et festif ou cérémonies religieuses et processions viennent s’harmoniser à de grands cortèges, des animations, des spectacles, des colloques scientifiques qui attirent des milliers de personnes. C’est aussi le rendez-vous de nombreuses personnalités laïques et religieuses des villes liées à saint Roch, en particulier d’Italie, d’Espagne, du Portugal, de Belgique, du Québec, afin d’élaborer des manifestations communes en l’honneur du saint.
Montpellier est aujourd’hui l’épicentre du rayonnement international de saint Roch.

### Invocations

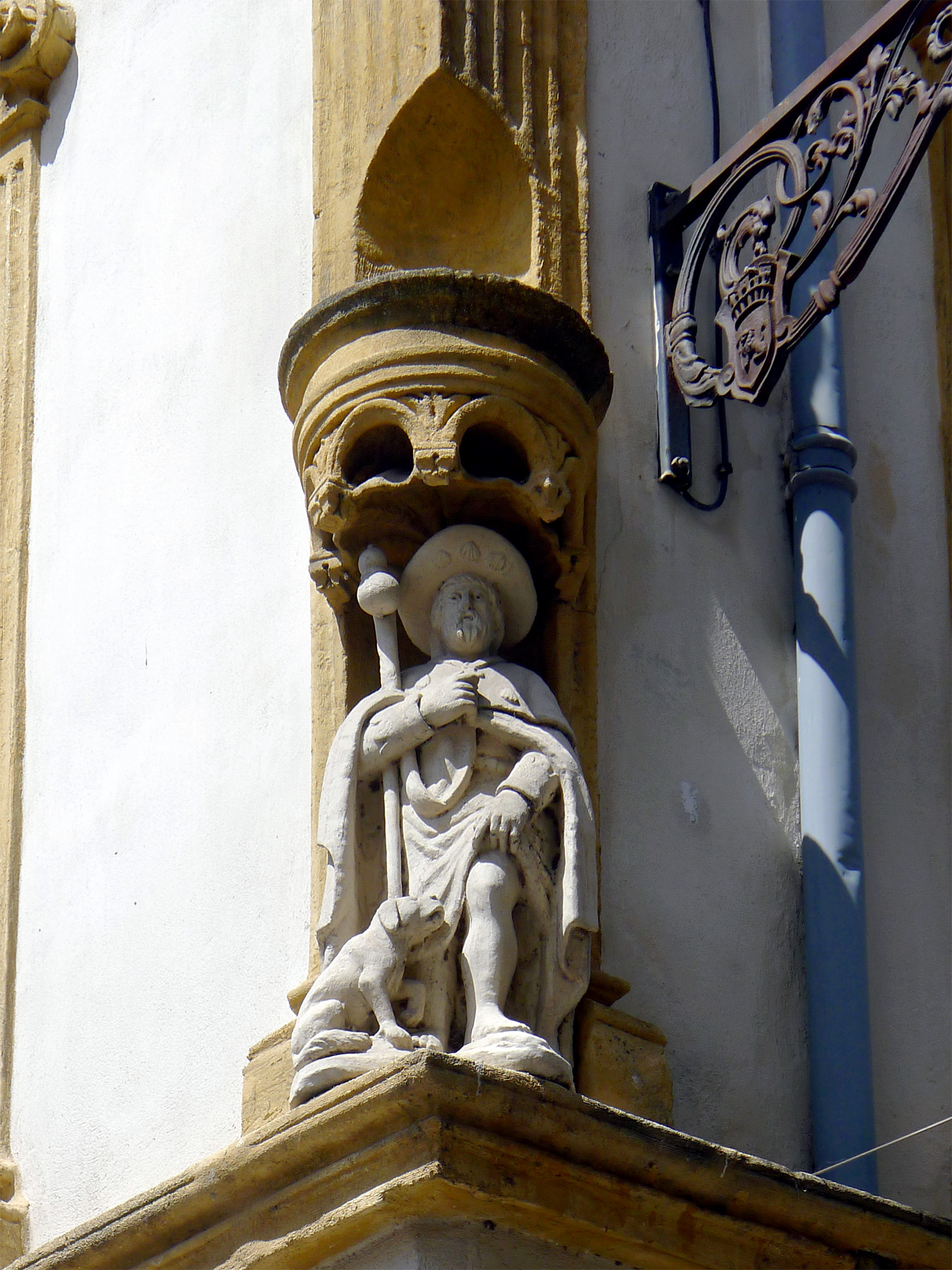
Arles, statue rue du 4-Septembre.

- contre les épidémies de peste, choléra, typhus, grippe espagnole... ;
- contre la silicose des tailleurs de pierre, des paveurs et des carriers (Roch = roc) ;
- contre les maladies des animaux (la cocotte) et de la vigne (le phylloxéra).

La plus ancienne mention connue de son culte se trouve aux archives de la ville de Voghera en Italie où il est question d'une autorisation écrite des échevins permettant l'organisation d'un marché sous la protection du saint en 1382.
Au fil des siècles, saint Roch a été invoqué contre les maladies contagieuses, tant parmi les humains que parmi le bétail. En Italie, en Allemagne et en France, les fripiers, les rôtisseurs, les cardeurs de laine et les paveurs l'ont pris pour patron. L'on dit aussi que c'est à lui que les Pères du concile de Constance durent d'être préservés de la peste et de pouvoir continuer leurs travaux. À Paris, sa fête était d'obligation, et ce fut au XVIIe siècle un tollé général quand l'autorité religieuse décida de la rendre moins solennelle.
Albert Camus ne l'a pas oublié, qui, dans son roman La Peste, fait organiser par la population une grande procession à saint Roch.

### Fêtes de saint Roch

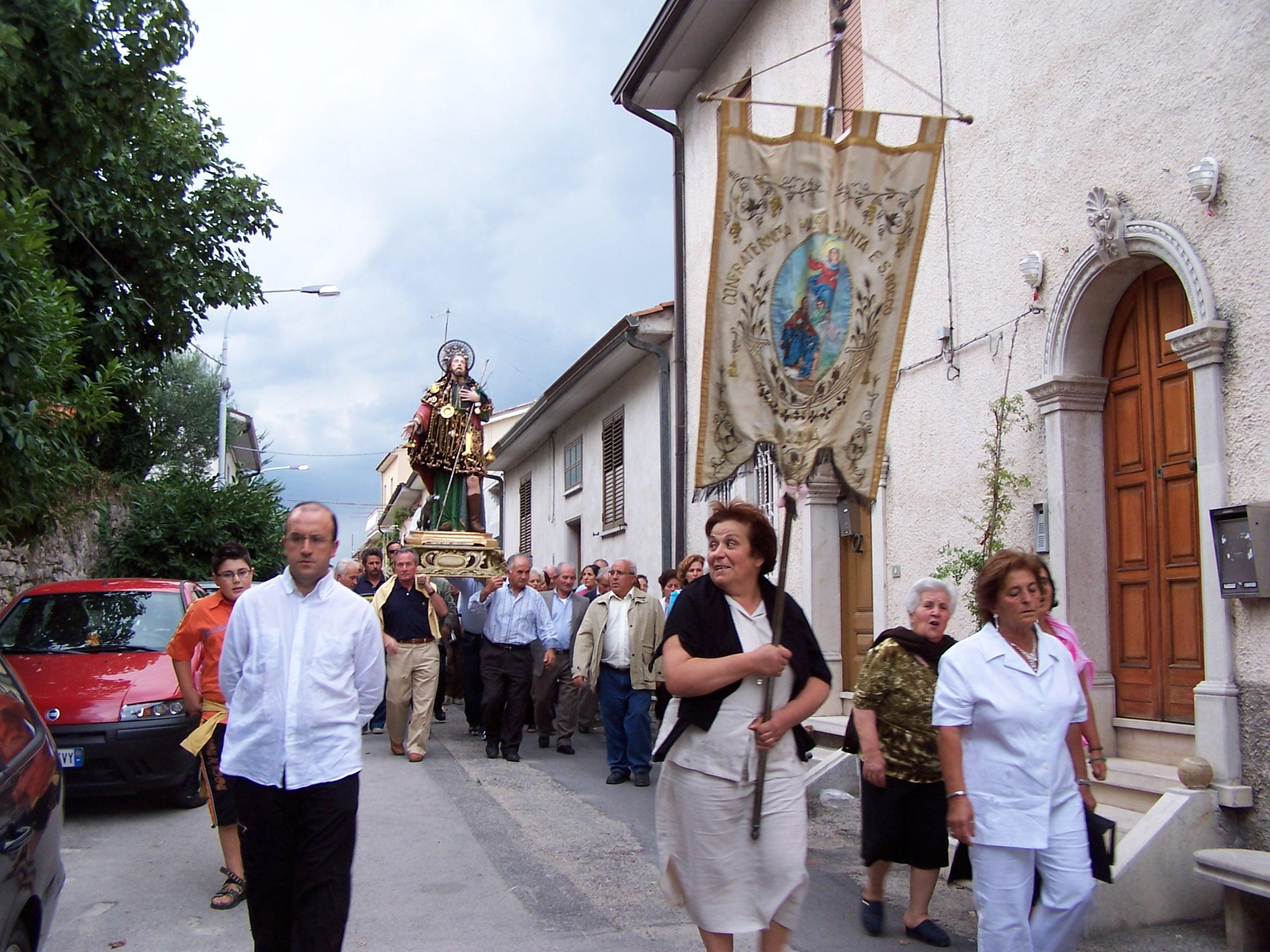
Procession en l'honneur de saint Roch à Villamaina en Italie.

On fête saint Roch le 16 août, comme c'est par exemple le cas à Arbellara (Corse du sud), à Boisset (Cantal), à Ids-Saint-Roch (Cher), à Gardanne, à Moncale (Haute-Corse), au Moutiers d'Ahun (Creuse), à La Roche de Lajo (limite Lozère et Haute-Loire) ou à Sallèles-d'Aude, à La Caunette, à Sérignan, Aureille et, bien sûr, à Montpellier (voir ci-dessous).
On fête également la Saint-Roch depuis plus d'un siècle à la chapelle de Retord dans le Haut Bugey le premier dimanche qui suit le 15 août, c'est la bénédiction des attelages.
Il est également honoré dans différents pays : Brésil, Espagne, France, Italie, Luxembourg, Québec, Sénégal, Croatie…
Il est particulièrement honoré en Belgique dans l'Entre Sambre et Meuse, à l'occasion des Marches qui lui sont consacrées, dont principalement à Thuin (origine : 1654) chaque troisième dimanche de mai, à Ham-sur-Heure (origine : 1638), le dimanche après le 15 août, et à Lausprelle (Acoz).
À Palmi, Italie, le 16 août a lieu la fête de « San Rocco » les 15 et 16 août. Il existe de nombreuses traditions. Au cours de la procession de la statue dans les rues, certains fidèles portent des ex-voto, le torse nu, ou avec un manteau d'épines de balai sauvage (appelé « spalas »). La procession dure quatre heures et demie et couvre un peu plus de 11 km de route, avec une participation de plusieurs milliers de fidèles. Une autre forme d'ex-voto est faite de cire anatomique en forme de baigneurs, comme signe de reconnaissance pour une guérison miraculeuse. Il est de tradition de déposer les ex-voto à l'église de l'Immaculée Conception où il est possible de vénérer saint Roch tout au long de l'année. Durant ces jours de fête, les rues retentissent au rythme des acclamations et des tambours accompagnant également les géants de carton appelées « Mata » et « Grifone ».

### Monuments dédiés à saint Roch

#### Églises de France

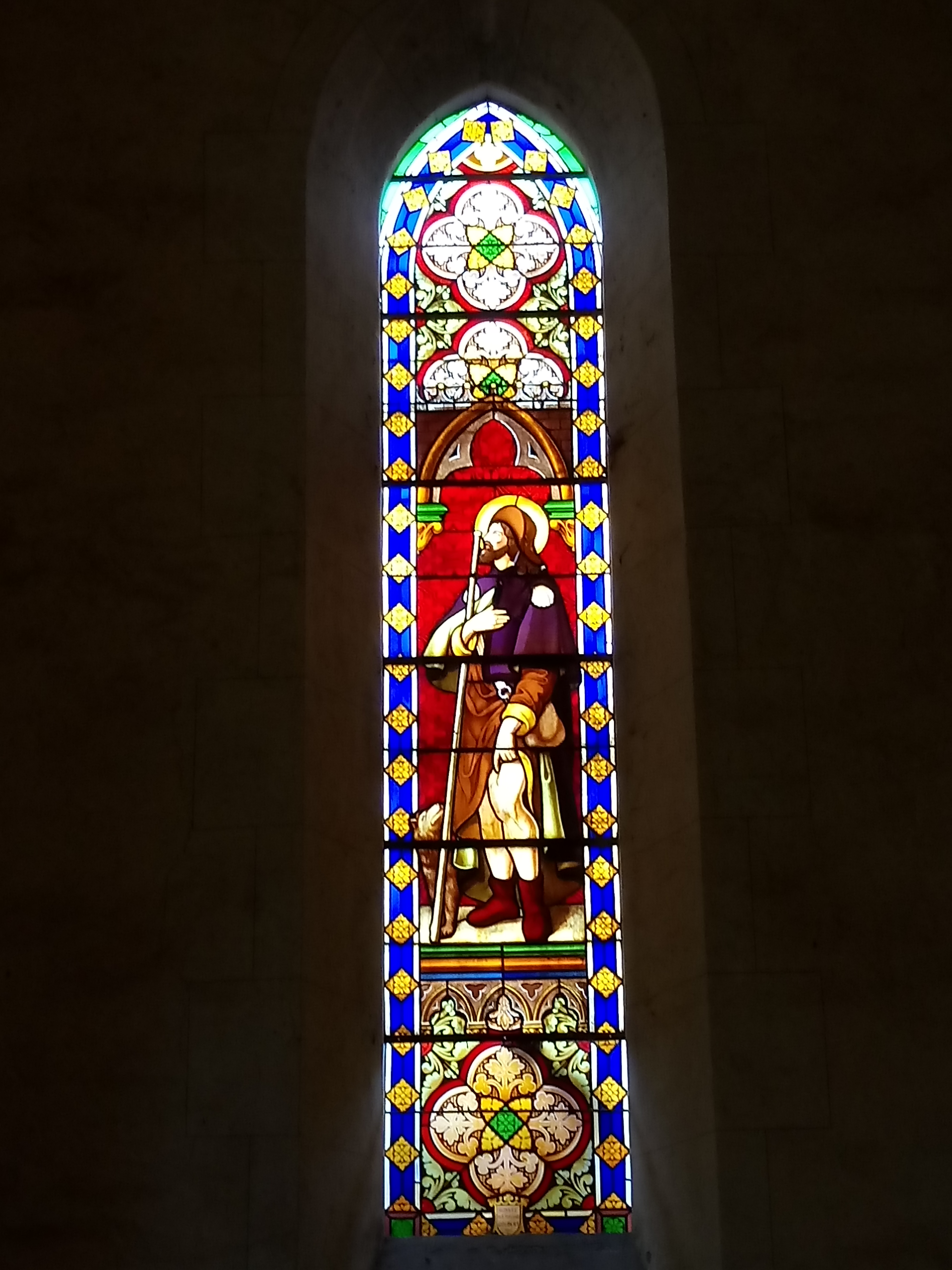
Vitrail de l'église Saint-Roch à Hauterives.

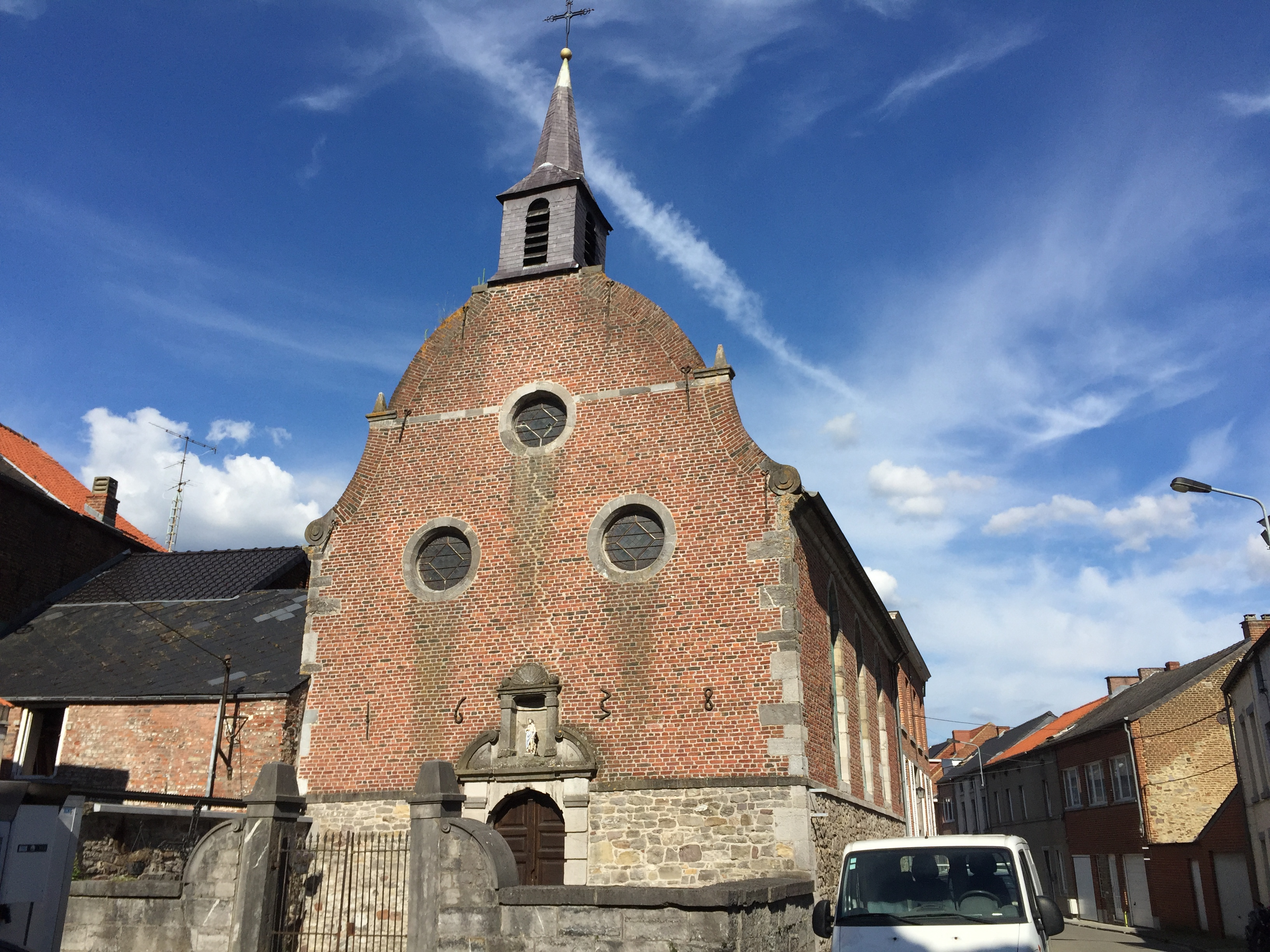
Chapelle Saint-Roch (1638) à Ham-sur-Heure.

De nombreux monuments, églises et chapelles, lui sont dédiés. Ils datent pour la plupart des XVe et XVIIe siècles, correspondant à l'époque des temps de crises et des grandes épidémies. Les plus connus sont l'église Saint-Roch de Paris (XVIIe siècle) et l'église Saint-Roch de Montpellier. D'autres édifices lui sont également consacrés, tels que l'église Saint-Roch à Amiens, à Nice et à Saint-Étienne. Le Grand Commun, construit sur l'emplacement du vieux village de Versailles, abritait une chapelle dédiée à saint Roch.
Le culte de saint Roch a également connu un grand succès en Bretagne où il est représenté dans de nombreux retables, vitraux, ou statues, dont celle de l'église de l'île de Bréhat où le chien lèche la plaie du saint, ce thème iconographique provenant peut-être d’un rapprochement avec l’histoire de Lazare de Béthanie, patron des lépreux. Plusieurs dizaines de fontaines et chapelles lui sont également dédiées, notamment :
(Classement effectué en ordre alphabétique croissant des noms des lieux)
- Chapelle Saint-Roch de Sallèles-d'Aude (Aude) ;
- Chapelle Saint-Roch de Blain (Loire-Atlantique) ;
- Chapelle Saint-Roch de Bonifacio (Corse du sud)
- Chapelle Saint-Roch de Bousbecque (Nord)[10] ;
- Chapelle Saint-Roch de Daoulas (Finistère)[11] ;
- Église Saint-Roch de Dieulefit
- Église Saint-Roch de Fortuniès (commune de Dienne, Cantal) ;
- Chapelle Saint-Roch du Gorvello (Morbihan);
- Chapelle Saint-Roch de Grusse (Jura)
- Chapelle Saint-Roch de Hauterives, Hameau de St Germain (Drôme) ;
- Chapelle Saint-Roch de Lannion (Côtes-d'Armor) ;
- Chapelle Saint-Roch de Miribel-les-Échelles (Isère) ;
- Chapelle et fontaine Saint-Roch de Moelan-sur-Mer (Finistère) ;
- Chapelle Saint-Roch de Morlaix (Finistère)[12] ;
- Église Saint-Roch de Paris ;
- Chapelle Saint-Roch de Plestin (Côtes-d'Armor) ;
- Chapelle Saint-Roch de Ploërmel (Morbihan) ;
- Chapelle Saint-Roch de Plounévez-Quintin (Côtes-d'Armor)[13] ;
- Eglise Saint-Roch de Ramerupt (Aube) ;
- Chapelle Saint-Roch de Rochefort-en-Terre (Morbihan) ;
- Chapelle Saint Roch de Saint-André (Savoie) ;
- Chapelle Saint-Roch de Saint-Jean-Brévelay (Morbihan) ;
- Chapelle Saint-Roch de Saint-Martin-des-Prés (Côtes-d'Armor)[14],[15] ;
- Chapelle Saint-Roch de Saint-Père-Marc-en-Poulet (Ille-et-Vilaine) ;
- Église Saint-Roch de Seysses (Haute-Garonne) ;
- Chapelle Saint-Roch de Torcé (Ille-et-Vilaine) ;
- Chapelle Saint-Roch de Trausse (Aude) ;
- Chapelle Saint-Roch de Urtière (Doubs)[16] ;
- Chapelle Saint-Roch de Valbonne (Alpes-Maritimes) ;
- Église de Saint-Roch de Nice (Alpes-Maritimes) ;
- Chapelle Saint-Roch de Vouais sur la commune de Dortan (Ain).
- Chapelle Saint-Roch de l'Aullagnier sur la commune de Saint-Bonnet-en-Champsaur (Hautes-Alpes) ;
- Chapelle Saint-Roch d'Orelle sur la commune d'Orelle en Savoie.

En Belgique :
- Chapelle Saint-Roch de Ham-sur-Heure (Province de Hainaut), érigée en 1638 ;
- Chapelle Saint-Roch de La Calamine (Province de Liège), érigée en 1646 ;
- Chapelle Saint-Roch de Forrières (Province de Luxembourg) ;
- Chapelle Saint-Roch de Rivière (Belgique) (Province de Namur).

#### Autres monuments en France

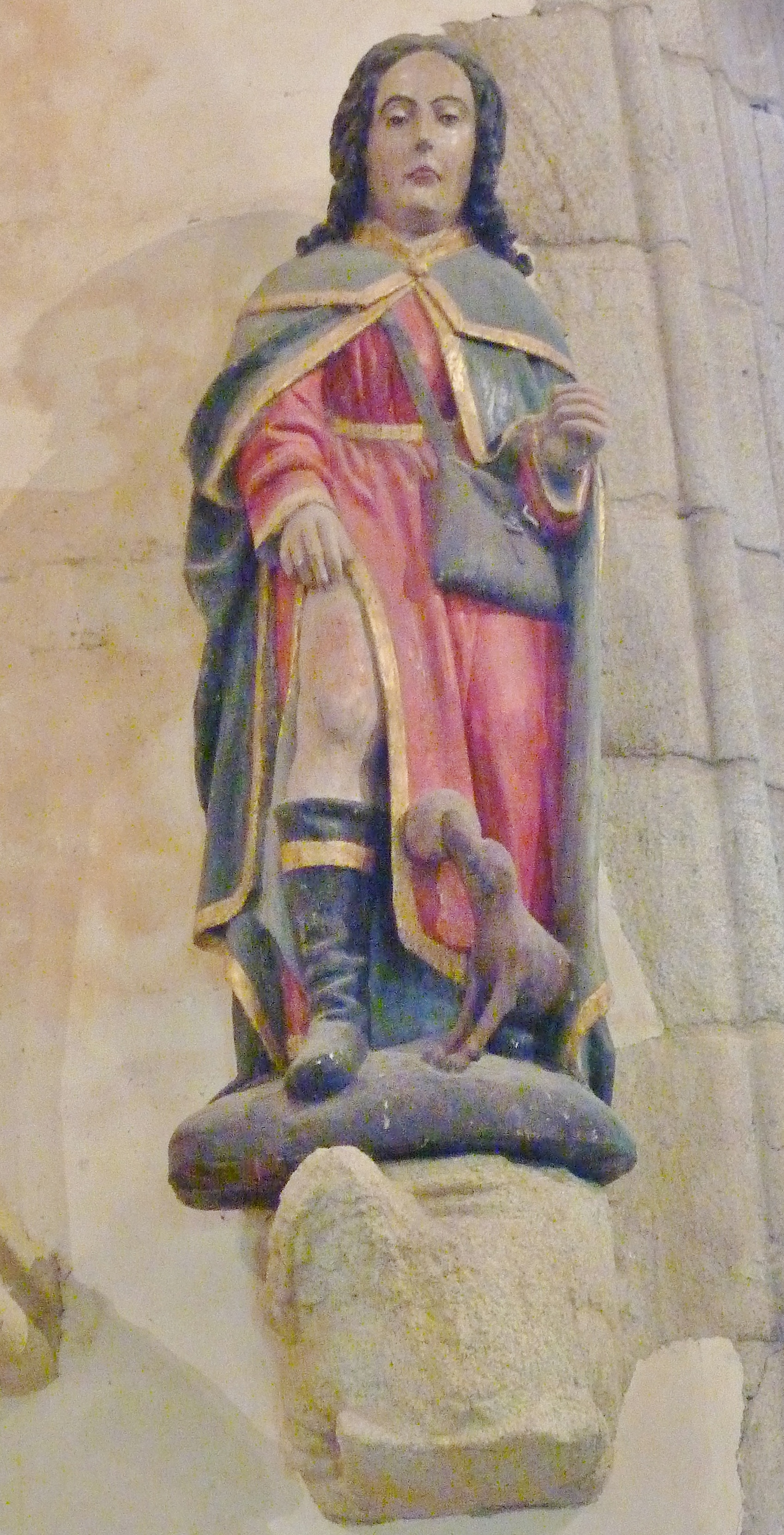
Chapelle Saint-Philibert et Saint-Roch de Moëlan-sur-Mer : statue de saint Roch.

- Une fontaine, dédiée à saint Roch, avec une statue du saint cynophore (qui porte un chien), se trouve à l'entrée du sanctuaire de Bétharram (également centre d'accueil pour pèlerins de Saint-Jacques), ce sanctuaire marial antérieur à Lourdes (XIIe siècle) dont il est géographiquement voisin, en Béarn, est situé sur le territoire de la commune de Lestelle-Bétharram.
- Les remparts d’Avignon possèdent quatre portes inscrites dans des tours carrées possédant à l'origine des ponts-levis : Saint-Lazare, Saint-Michel, Saint-Roch et de la Ligne. Ces portes étaient au nombre de douze au XIVe siècle.
- Le grand cimetière Saint-Roch à Valenciennes dans le quartier Saint-Michel.
- Une chapelle, sous les arcades du sanctuaire marial de Lourdes, reçut en 1913 une statue de saint Roch, offerte par le diocèse de Montpellier. Cette statue, d’une hauteur de 3 mètres, sculptée par Tacetti, dans du marbre de Carrare est la réplique de celle réalisée par Auguste Baussan et présente dans l’église Saint-Roch de Montpellier. Elle prend, à l’origine place dans la chapelle centrale des arcades sud de la basilique du Rosaire, au-dessus de l’autel consacrée l’année précédente par Mgr David, auxiliaire de Mgr de Cabrières, cardinal-évêque de Montpellier. Ce dernier bénit l’ensemble le 9 juillet 1913. En 1926, la statue est déplacée dans la niche de droite, pour permettre la réalisation de la chapelle « Sainte Bernadette ». Quarante ans plus tard, en 1966, la création de la chapelle « Notre Dame de Guadalupe », conduit notre statue vers le lacet qui mène de l’esplanade du Rosaire vers la basilique « Immaculée Conception », dite basilique supérieure.

#### À l'étranger

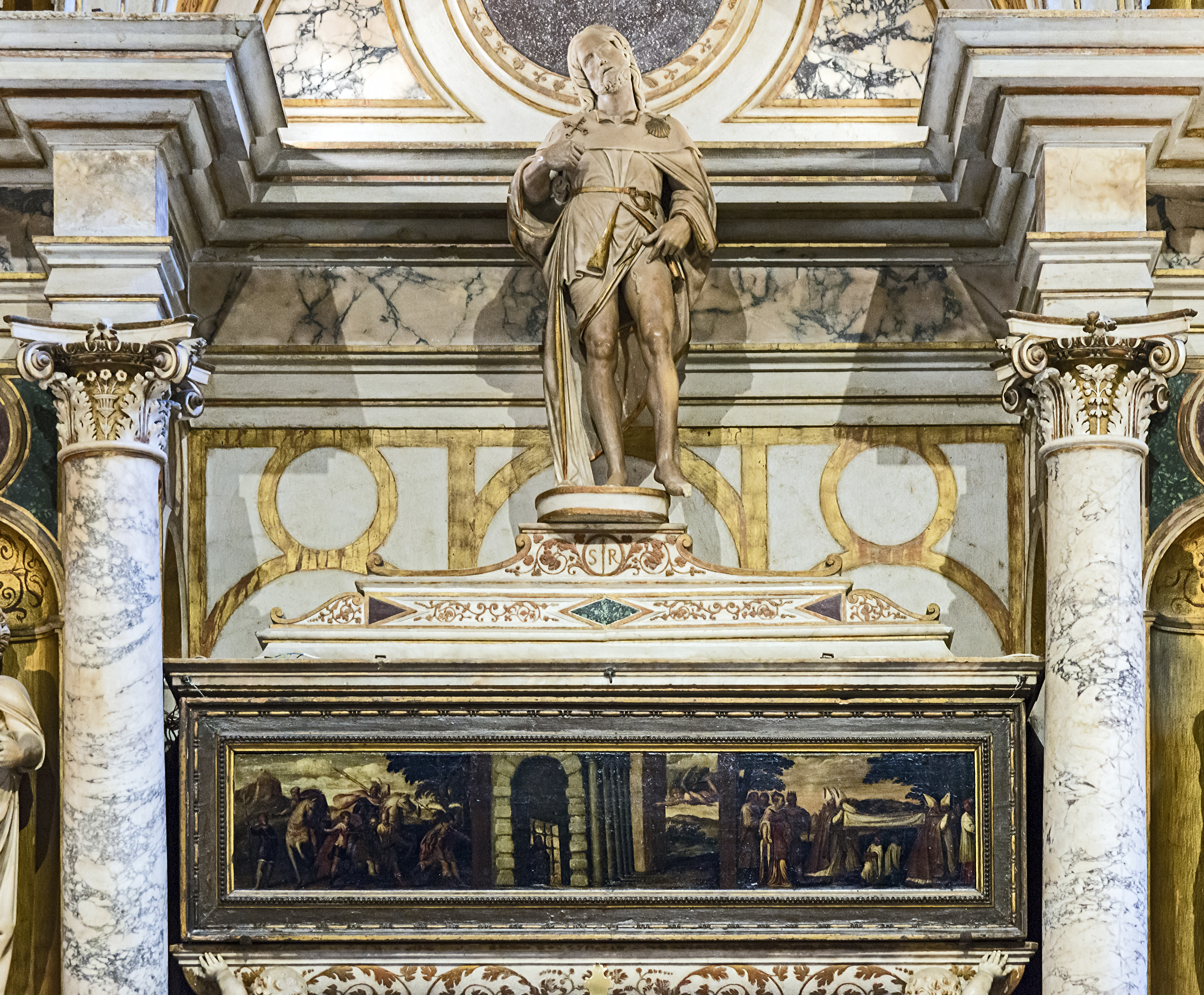
Tombe de Roch de Montpellier à Venise.

- L'église Saint-Roch de Venise, où est son tombeau et qui contient un cycle de peintures constituant le chef-d'œuvre du Tintoret.
- Au Québec, se trouve l'église Saint-Roch, dans la ville de Québec, ainsi que le village de Saint-Roch-des-Aulnaies, de Saint-Roch-de l'Achigan et de Saint-Roch-Ouest.
- Dans le Bairro Alto de Lisbonne, on trouve l'Église Saint-Roch, de style baroque.
- L'église Saint-Roch de La Canée, en Crète, est construite en 1630 par la famille vénitienne des Paolini[17].
- En Gaume (région méridionale de la Belgique), pas moins de 26 localités (e.a. à Virton, Rouvroy, Habay, Chiny, Halanzy, Rivière) vouent un culte à saint Roch, par une statue, une fontaine, une église ou une confrérie.
- À Saint-Jacques de Compostelle (Espagne), une chapelle est dédiée à saint Roch (san Roque). Depuis 1517, année de peste, est célébrée une neuvaine annuelle en l'honneur du saint qui protégea la ville. Le 16 août en 2017 marqua le début d'une Année Jubilaire en raison du 500e anniversaire du Vœu de la Ville, et une bulle pontificale accordait l'indulgence plénière à ceux qui visiteraient la chapelle au cours de l'année.

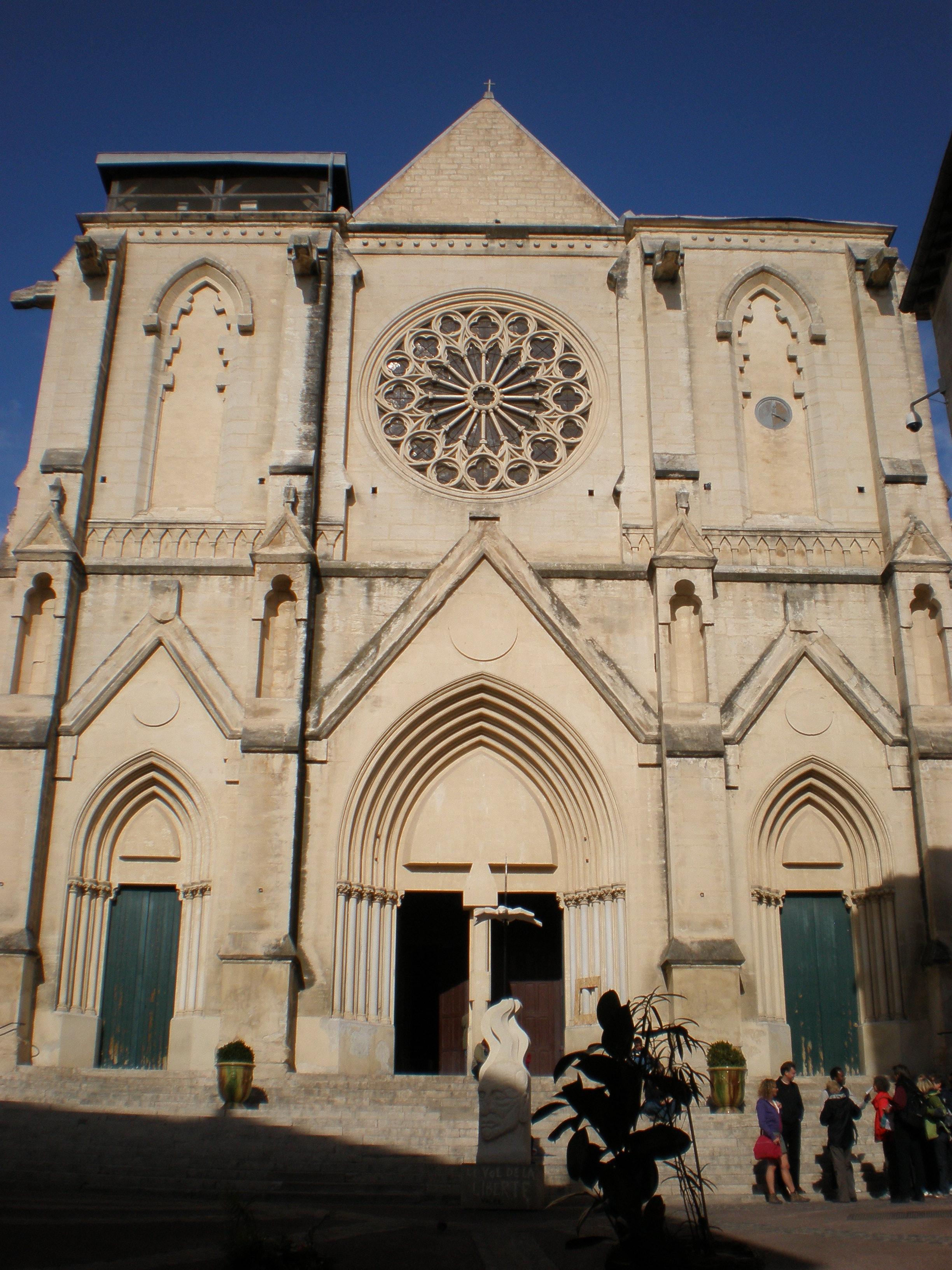
Église Saint-Roch de Montpellier.
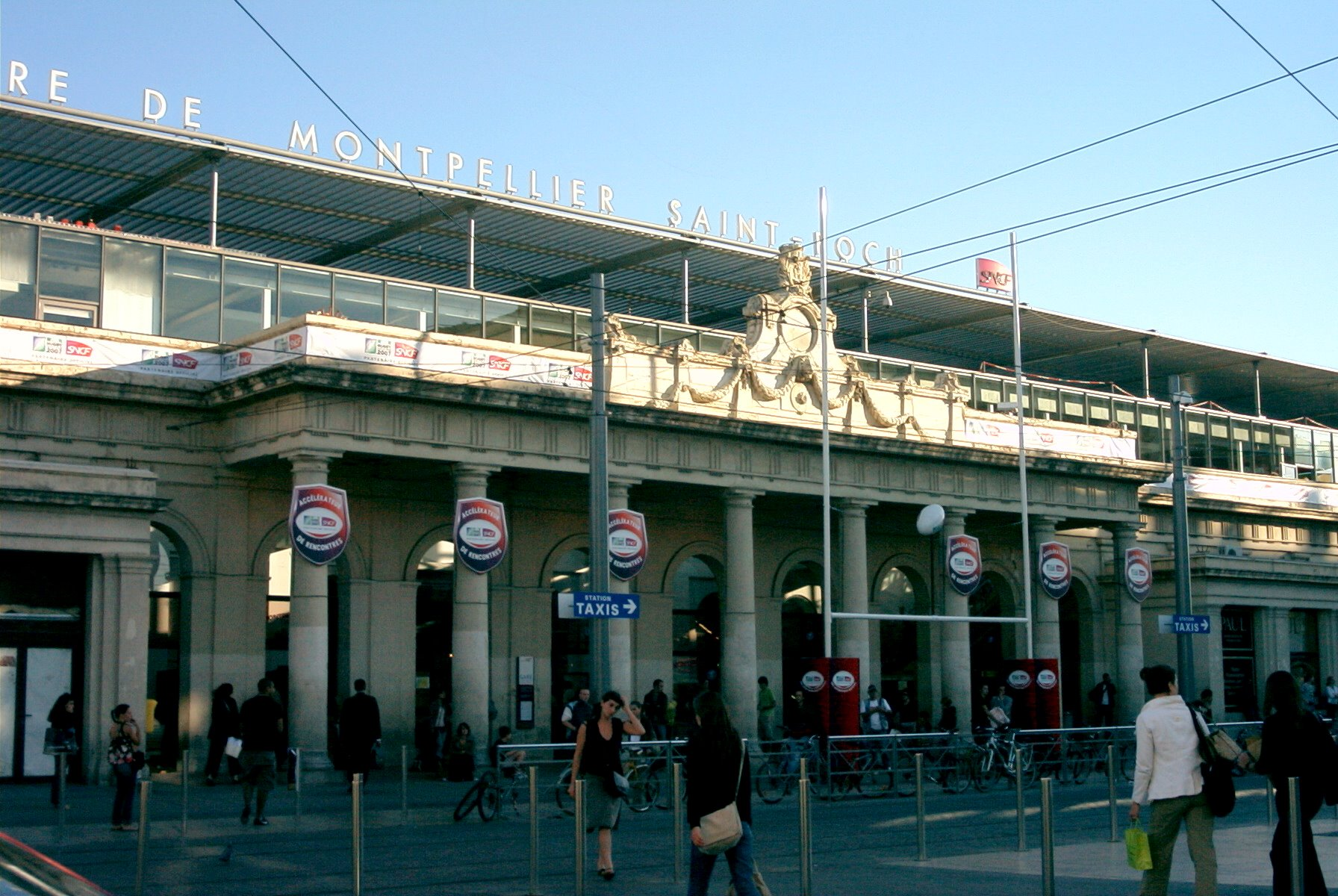
Gare de Montpellier Saint-Roch.
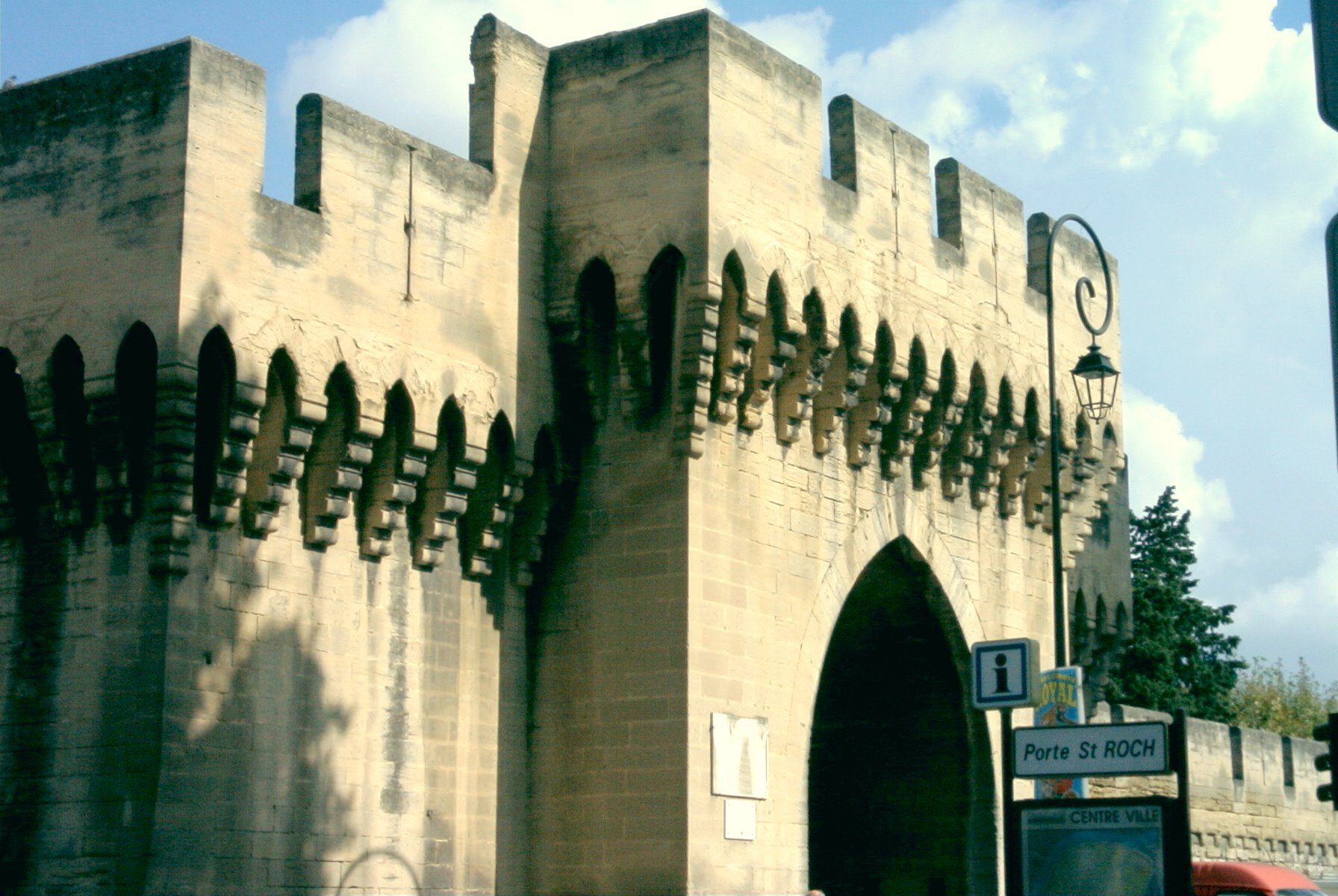
Porte Saint-Roch à Avignon.
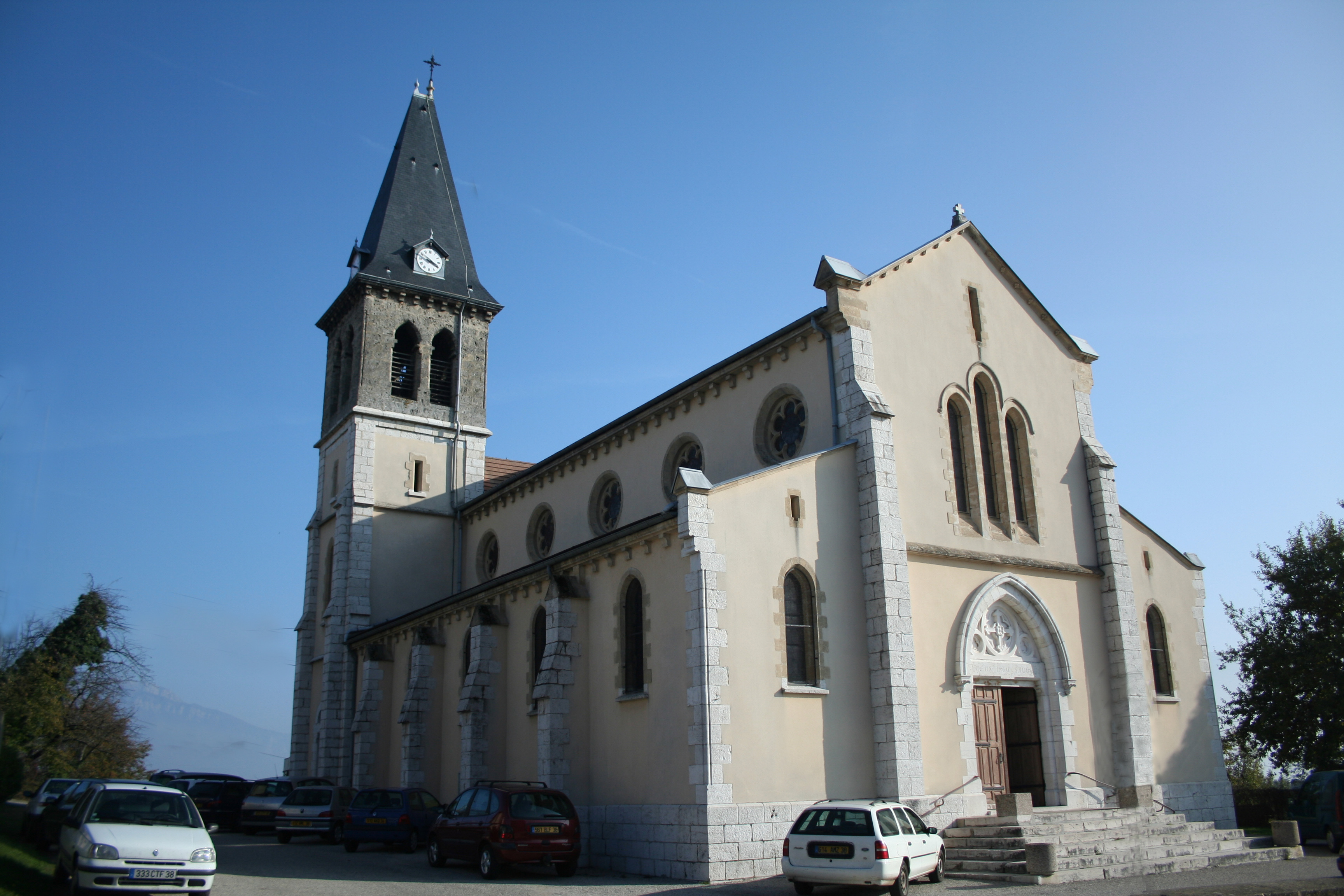
Église Saint-Roch à Charnècles.

### Patronage

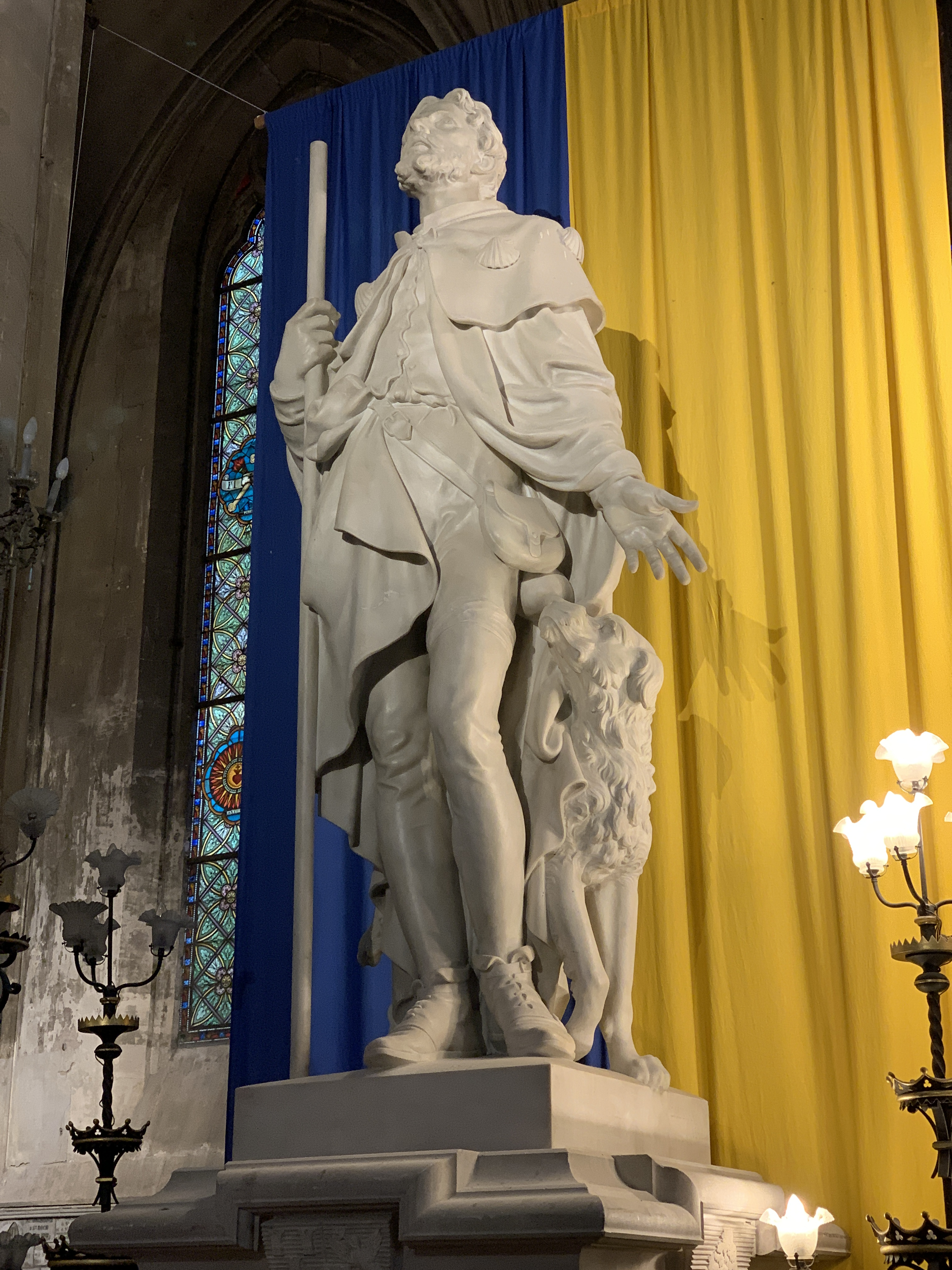
Statue de saint Roch par Baussan (1884), église Saint-Roch de Montpellier.

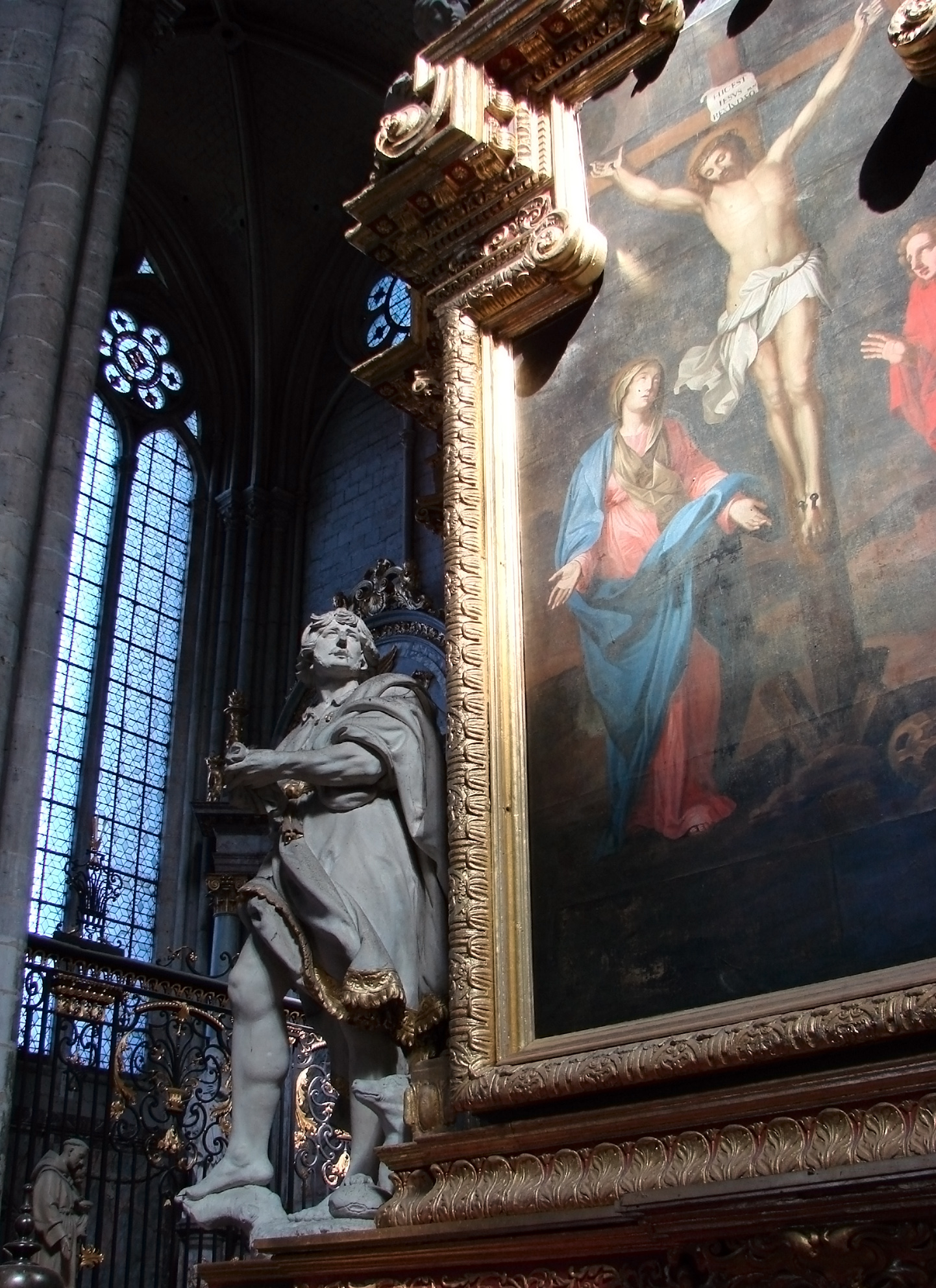
La statue de saint Roch avec son chien dans la cathédrale Notre-Dame d'Amiens.

Saint Roch est le ou l'un des saint(s) patron(s) des villes et villages suivants :
En France :
| - Peymeinade (Alpes-Maritimes) ; - Sallèles d'Aude (Aude) ; - Aiguèze (Gard) ; - Autignac (Hérault) ; - Arbellara (Corse du Sud) ; - Averton (Mayenne) ; - Beauville (Lot-et-Garonne) ; - Blavignac, commune de Lostanges en Corrèze ; - Boisset dans le Cantal (carderie encore en activité) ; - La Boulesq commune de Pomayrols (Aveyron) ; - Cagnes-sur-Mer (Alpes-Maritimes) ; - Castelnau-de-Mandailles (Aveyron) ; - Cessenon-sur-Orb (Hérault) ; - Charnècles (Isère) ; - Chouvigny (Allier) ; - Croce (Haute-Corse, Castagniccia) ; - Fanjeaux (Aude) ; | - Incourt (Pas-de-Calais) ; - Ids-Saint-Roch (Cher) ; - La Garnie, commune de Nonards (Corrèze) ; - Montgreleix (Cantal) - Pietralba (Haute-Corse, Vallée U Canale) ; - Venanson (Alpes-Maritimes) ; - Domessin (Savoie) ; - Venterol (Drôme) ; - La Verdière (Var) ; - Roquemaure (Gard) ; - Rezza (Corse-du-Sud) ; - Sablet (Vaucluse) ; - Saint-Roch (Touraine) ; - Saint-Julien-du-Verdon (Alpes de Haute Provence) ; - Saint-Loup-Géanges (Saône-et-Loire) ; - Sénaillac-Latronquière (Lot) - La Vernéa de Contes (commune de Contes, Alpes-Maritimes) ; - Zuani (Haute-Corse). |

En Belgique :
- Châtelet (Province de Hainaut / Belgique) ;
- Ham-sur-Heure (Province de Hainaut / Belgique) ;
- Lonzée (Province de Namur / Belgique) ;
- Thuin (Province de Hainaut / Belgique).

En Italie :

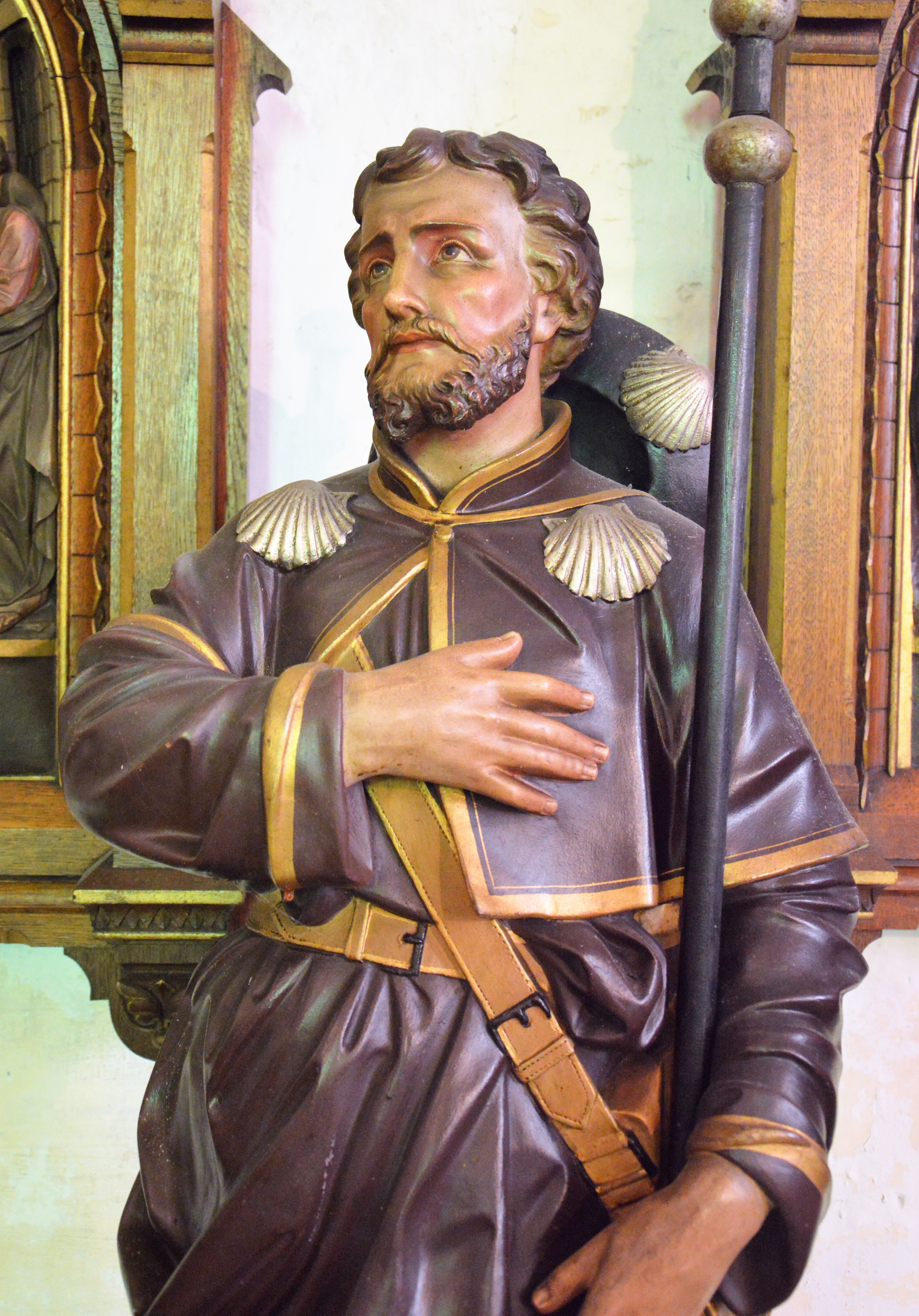
Statue de saint Roch en terre cuite, fin XIX, dans l'église Saint-Omer d'Houchin (Pas-de-Calais).

- Butera (Province de Caltanissetta, Sicile) ;
- Caccuri (Province de Crotone, Calabre) ;
- Casignana (Province de Reggio de Calabre, Calabre) ;
- Girifalco (Province de Catanzaro, Calabre) ;
- Modugno (Ville métropolitaine de Bari, Pouilles) ;
- Noci (Ville métropolitaine de Bari, Pouilles) ;
- Palmi (Province de Reggio de Calabre, Calabre) ;
- Pietraperzia (Libre consortium municipal d'Enna, Sicile) ;
- Ruoti (Province de Potenza, Basilicate) ;
- Valenzano (Ville métropolitaine de Bari, Pouilles) ;
- Foglianise (Province de Bénévent, Campanie).

En Espagne :
- Porreres sur l'île de Majorque ;
- Callosa de Segura (Province d'Alicante / Espagne) ;
- Barcelone (Catalogne).

Autres :
- Rayfoun (Liban).

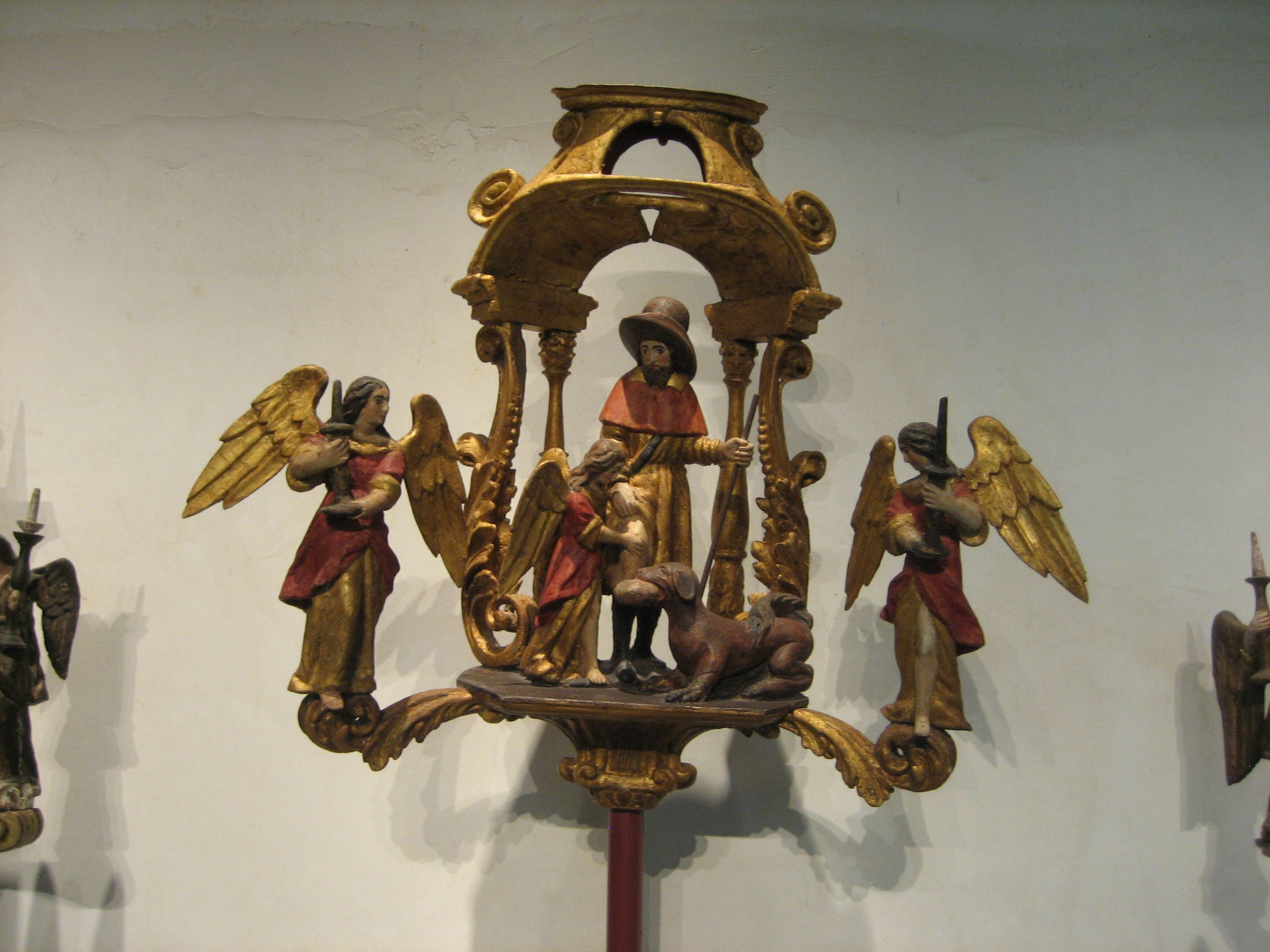
Bâton de procession de la corporation des mégissiers dont le patron est saint Roch (musée de l'hospice Saint-Roch à Issoudun).

Ainsi que des corps de métier suivants :
- Chirurgiens ;
- Ouvriers de la pierre (notamment les tailleurs de pavés de la forêt de Fontainebleau) ;
- Gens de la terre ;
- Boulangers ;
- Mégissiers ou tanneurs de peaux ;
- Vignerons dans de nombreuses provinces de France ;
- Maîtres chien (agents cynophiles, éducateurs canins). En cynotechnie militaire, souvent est reprise la phrase « Et par saint Roch, vive la cyno ! » qui vient clôturer un discours avant de commencer un repas ou un pot ;
- Bateliers de Savonnières (Indre-et-Loire).

Enfin, il est également le saint patron de la Faculté de pharmacie de Montpellier.

## Attributs

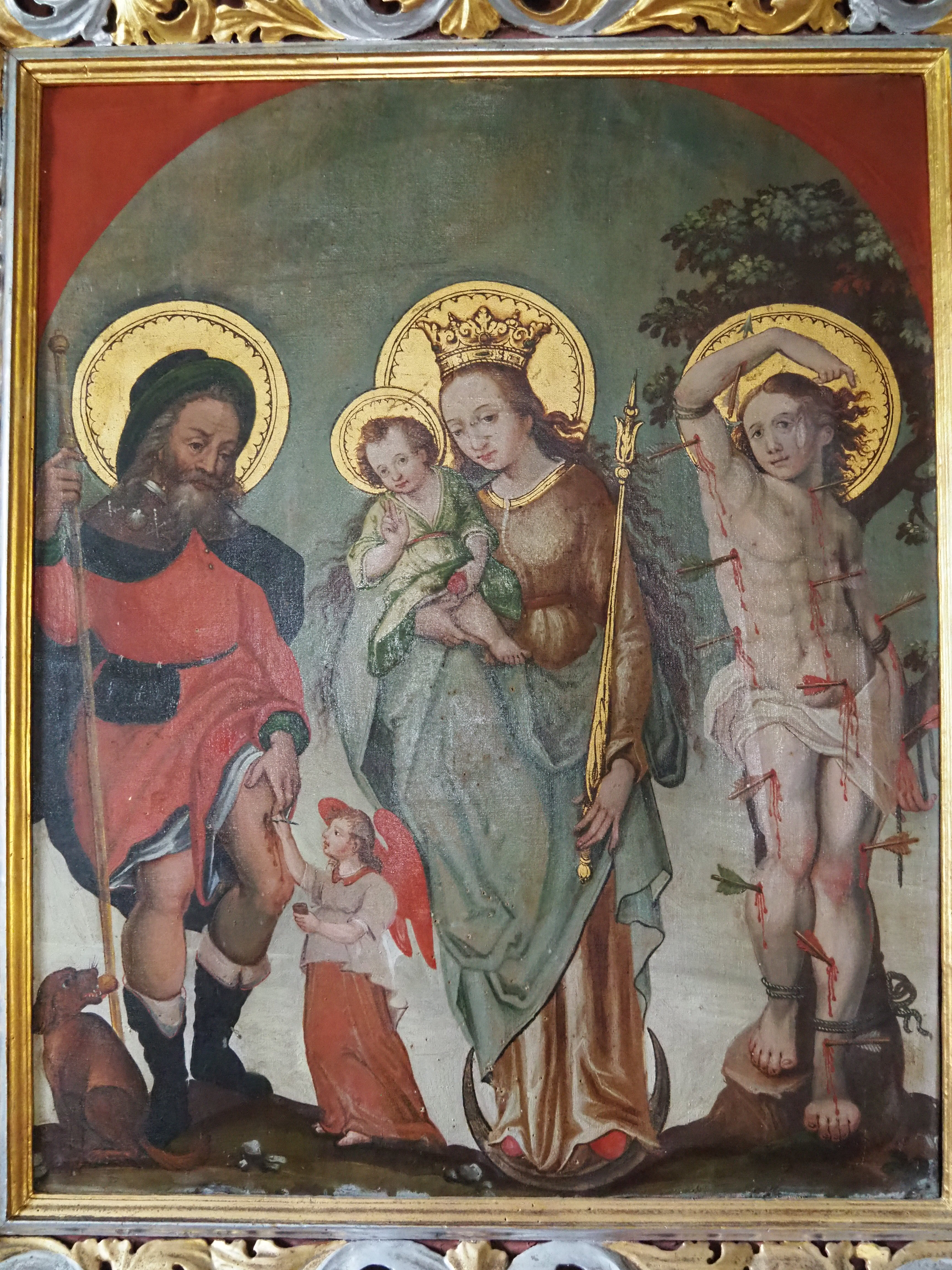
Saint Roch avec la Vierge à l'Enfant et saint Sébastien, chapelle Sogn Roc à Lumbrein, Suisse.

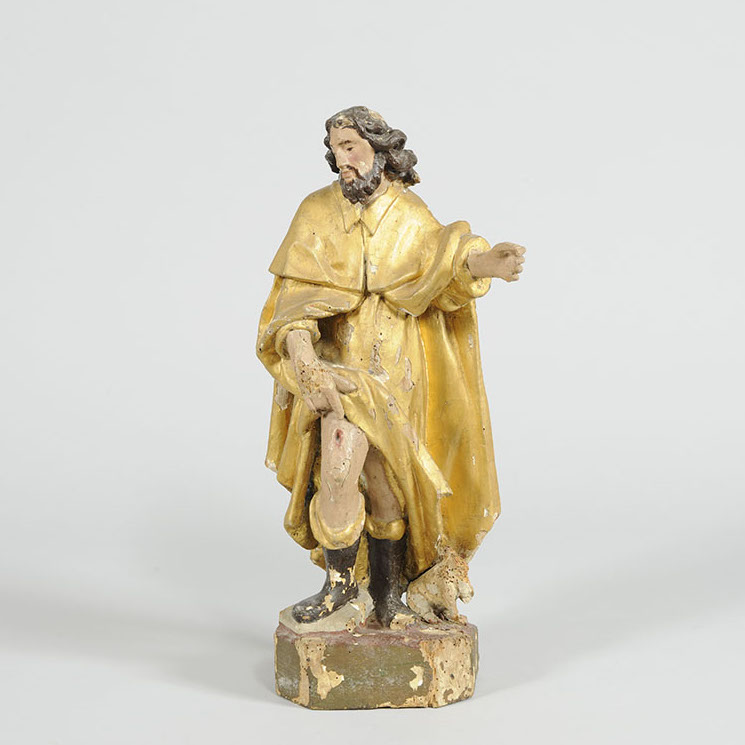
Saint Roch, collection musées départementaux de la Haute-Saône.

Le saint antipesteux Roch est reconnaissable à son bâton (le bourdon) qu'il tient à la main. Parfois, il porte une besace, le chapeau et la cape de pèlerin. Un chien se tient à ses côtés avec un ange. Il relève un pan de sa cape pour faire voir la plaie qu'il a à la jambe.
Liste précise des attributs de saint Roch :
- bourdon de pèlerin ;
- bubon ou plaie indifféremment fixé en haut à la cuisse gauche ou droite ;
- chapeau à larges bords ;
- chapelet attaché à la ceinture ;
- chien qui tient dans ses crocs le pain qu'il lui apporte ou qui lui lèche ses plaies ;
- coquilles Saint-Jacques cousues sur l'habit ;
- gourde attachée au bourdon ;
- haut-de-chausse baissé sur la jambe gauche ;
- pèlerine de voyageur ;
- ange soigneur du bubon ou tenant une tablette sur laquelle on lit : Eris in peste patronus (« Tu seras un intercesseur contre la peste ») ;
- pestiféré qu'il guérit.

Vers le XVe siècle, saint Roch prit la place de saint Jacques dans de nombreuses églises et chapelles autrefois dédiées à l'apôtre de l'Espagne.

### Scènes
- le saint distribue ses biens aux pauvres avant de partir en pèlerinage ;
- il soigne les pestiférés ;
- le Christ désigne saint Roch comme patron à invoquer contre la peste ;
- dans une forêt, le saint est réconforté par un ange et ravitaillé par un chien ;
- le saint invoque la Vierge pour la guérison des pestiférés ;
- le saint en prison, visité par un ange.

## Iconographie, représentation dans les arts

### Peintures
- Carlo Crivelli : Saint Roch, panneau en bois de polyptyque aux Galeries de l'Académie de Venise (1487), et une toile à la Wallace Collection de Londres (1480) ;
- Jacques Louis David a peint en 1779 Saint Roch intercède auprès de la Vierge pour la guérison des pestiférés, musée des Beaux-Arts de Marseille.
- Lorenzo Lotto : Saints Christophe, Roch et Sébastien de Lorenzo Lotto (1531) dans la  Basilique Notre Dame de Lorette ;
- Quentin Metsys : Saint Roch avec l'ange (1518), Alte Pinakothek, Munich ;
- Sebastiano Ricci : La Vierge en gloire avec l'Archange Gabriel et les saints Eusèbe, Roch et Sébastien, 1724-1725, Musée d'Art du comté de Los Angeles[18] ;
- Giambattista Tiepolo réalisa une série de dix-neuf toiles de format équivalent représentant Saint Roch. Ces tableaux de dévotion privée ont sans doute été réalisés pour les membres de la confrérie de la Scuola Grande di San Rocco à Venise[19].
  - en 1730-1735 deux huiles sur toile dont une de 53 × 42 cm, conservée au Musée des Beaux-Arts et d'archéologie de Besançon[19], l'autre de 44 × 31 cm au Musée des Beaux-Arts de Strasbourg[20], et une huile sur papier sur toile de 45 × 34 cm au Philadelphia Museum of Art[21]
  - en 1735-1745 une huile sur toile de 41 × 34 cm, représentant Saint Roch porté au ciel par des anges, conservée à la National Gallery of Art de Washington[22]
  - en 1740-1745 L'Apothéose de Saint Roch, huile sur toile de 41 × 34 cm conservée à la Yale University Art Gallery[23], Washington.

Tiepolo
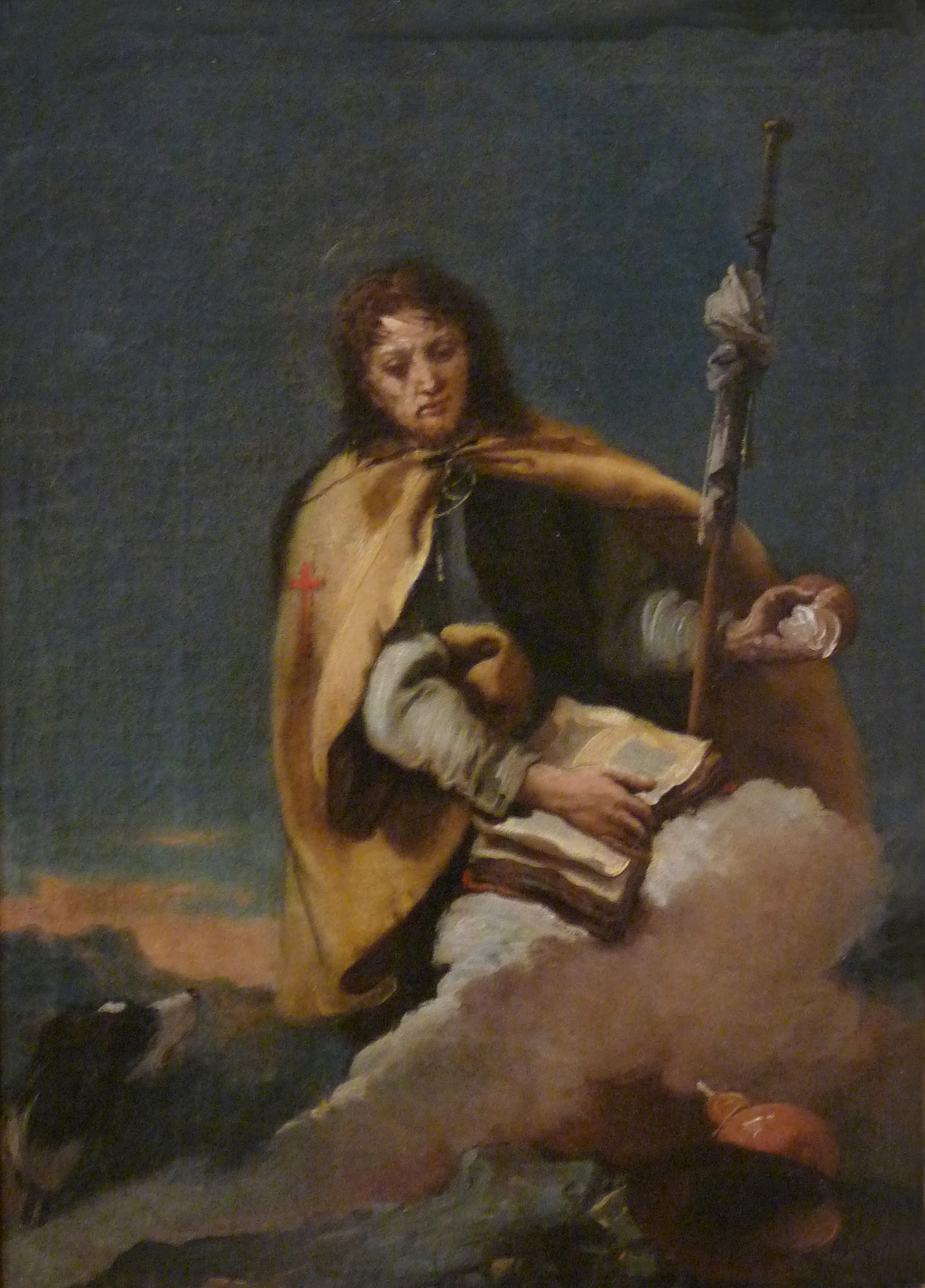
1730-1735 Musée des Beaux-Arts de Strasbourg.
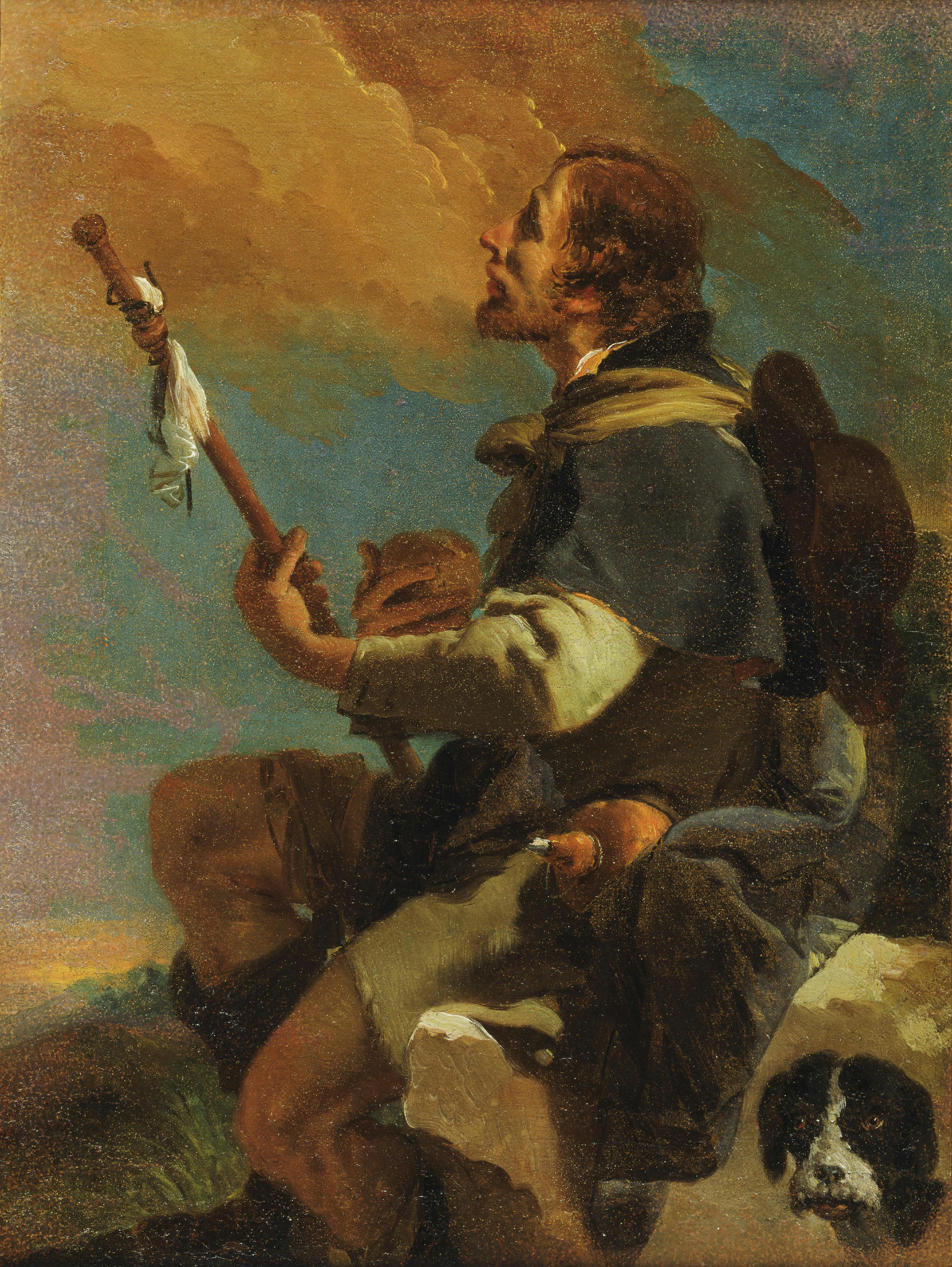
1730-1735 Philadelphia Museum of Art.
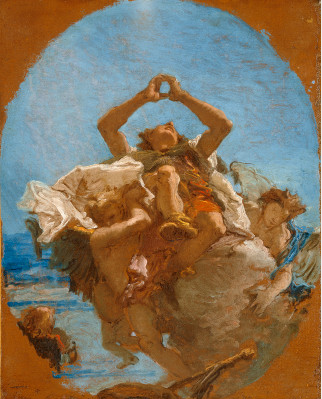
Saint Roch porté au ciel par des anges, 1735-1745 National Gallery of Art.
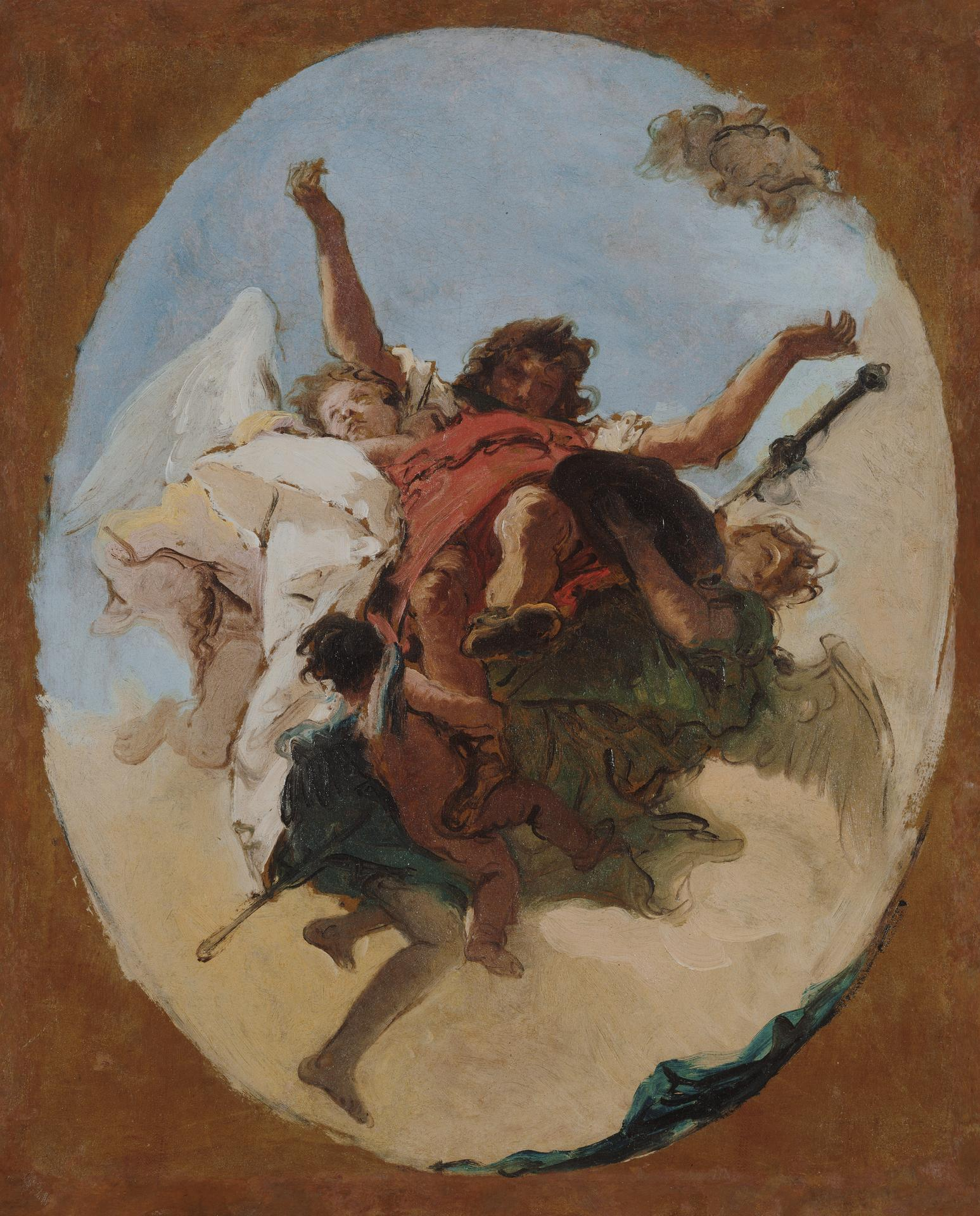
L'Apothéose de Saint Roch, 1740-1745 Yale University Art Gallery.

- Titien : La Vierge à l'Enfant avec saint Antoine de Padoue et saint Roch, (v. 1500), musée du Prado, Madrid ;

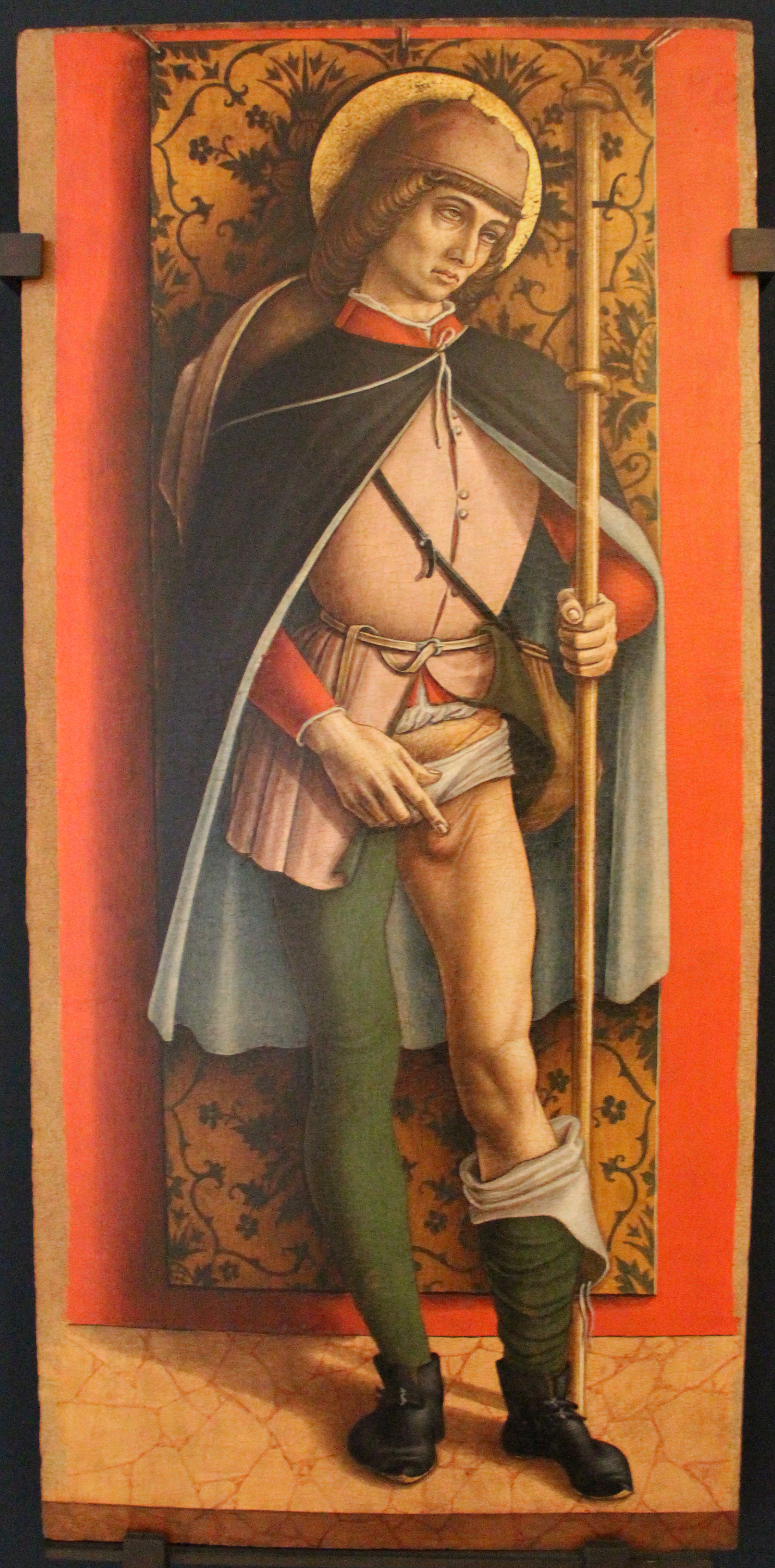
Saint Roch de Carlo Crivelli (1487), Galeries de l'Académie, Venise, Italie.
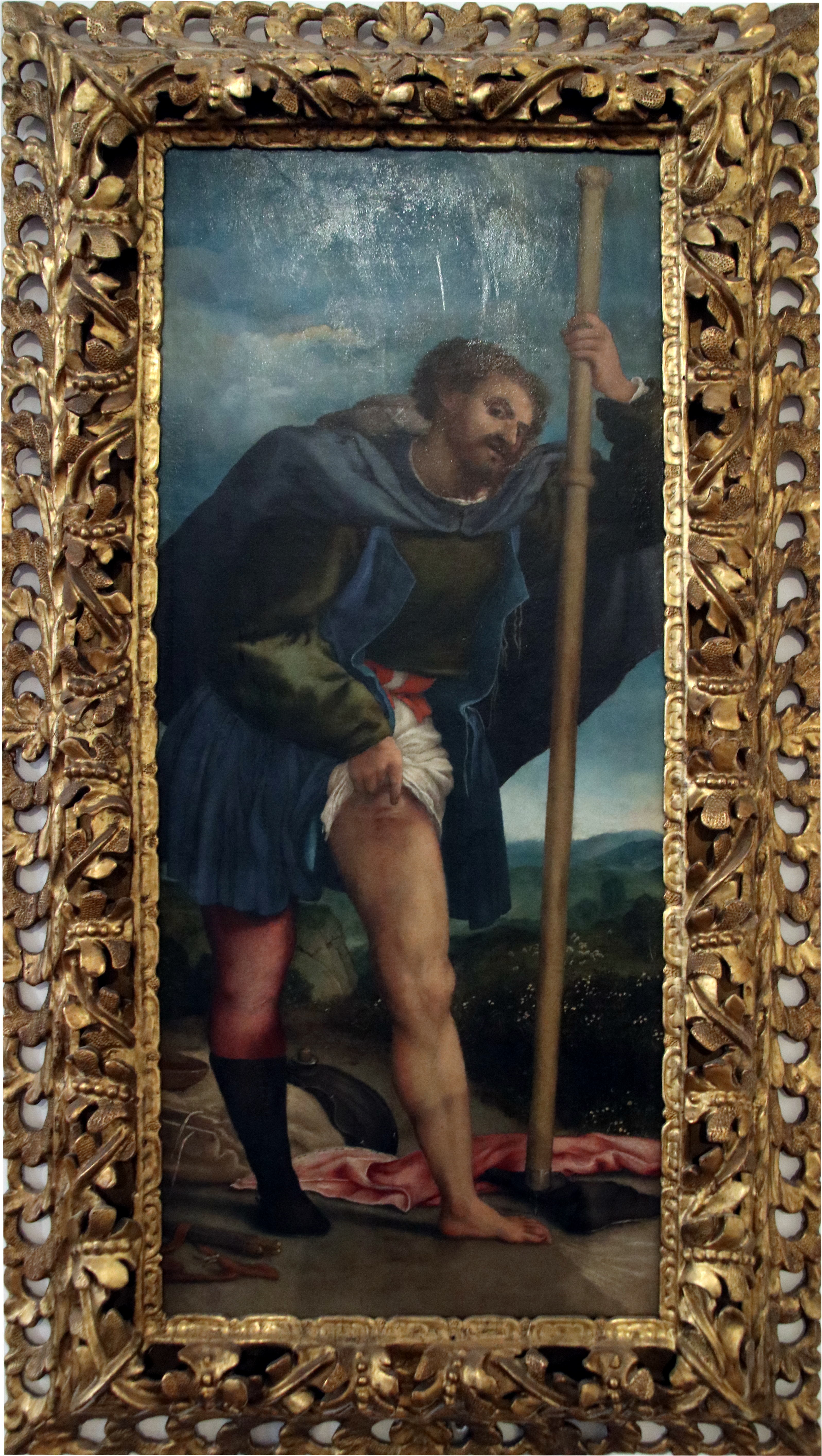
saint Roch peint par Lorenzo Lotto, Gemäldegalerie de Berlin
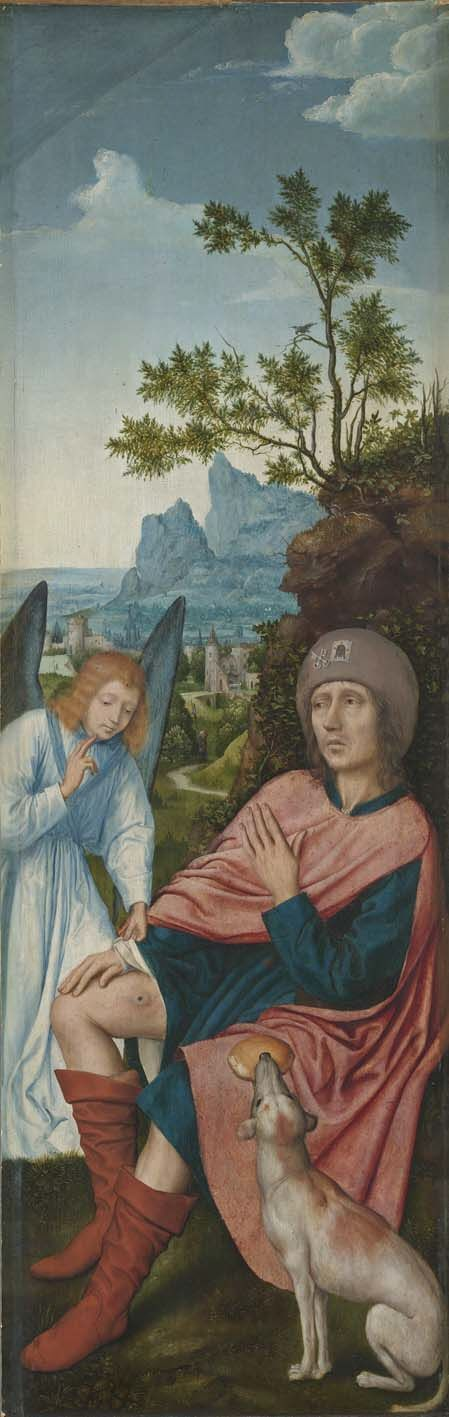
Saint Roch avec l'ange de Quentin Metsys.
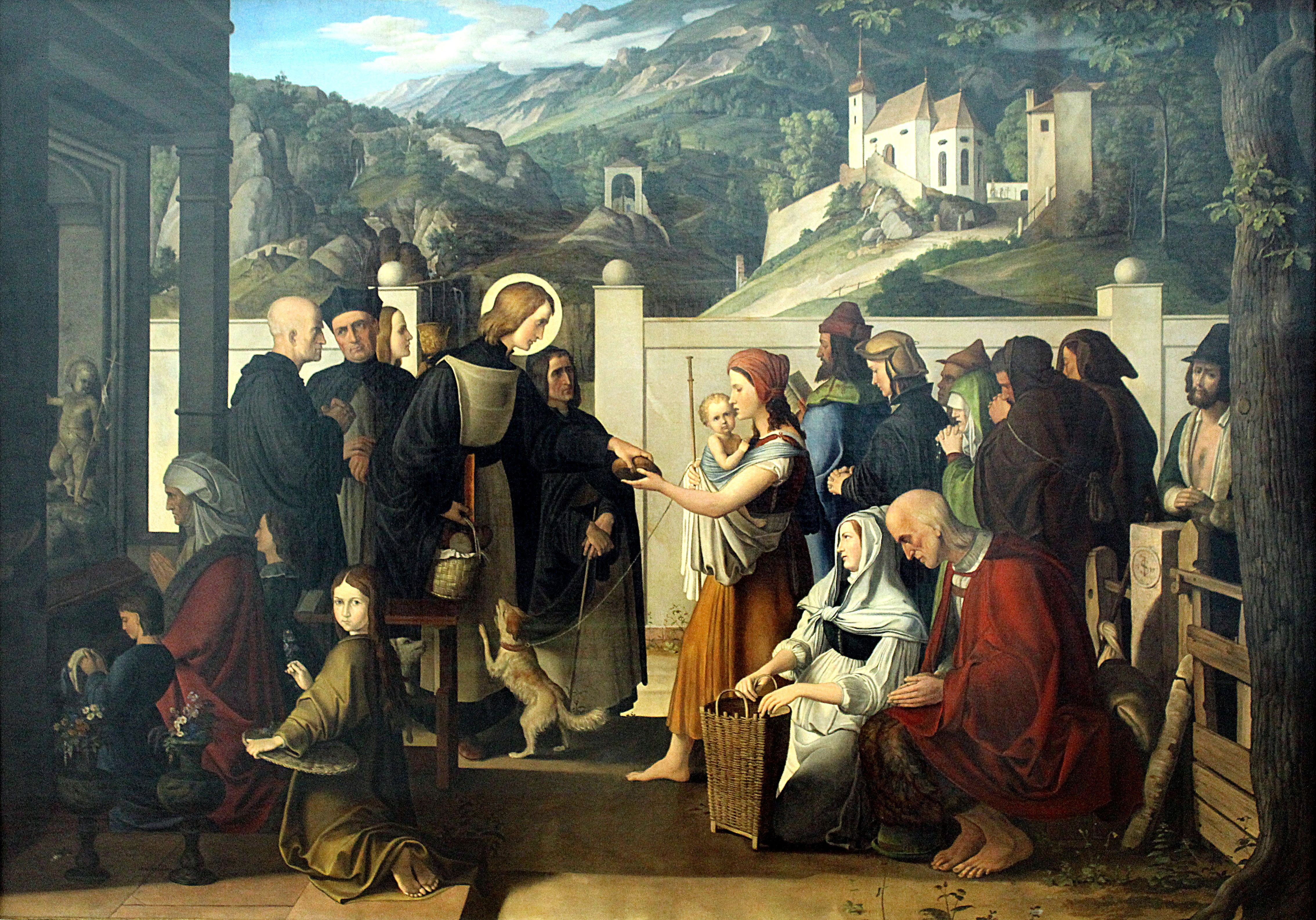
Saint Roch distribuant des aumônes de Julius Schnorr von Carolsfeld (1817), musée des Beaux-Arts de Leipzig, Allemagne.
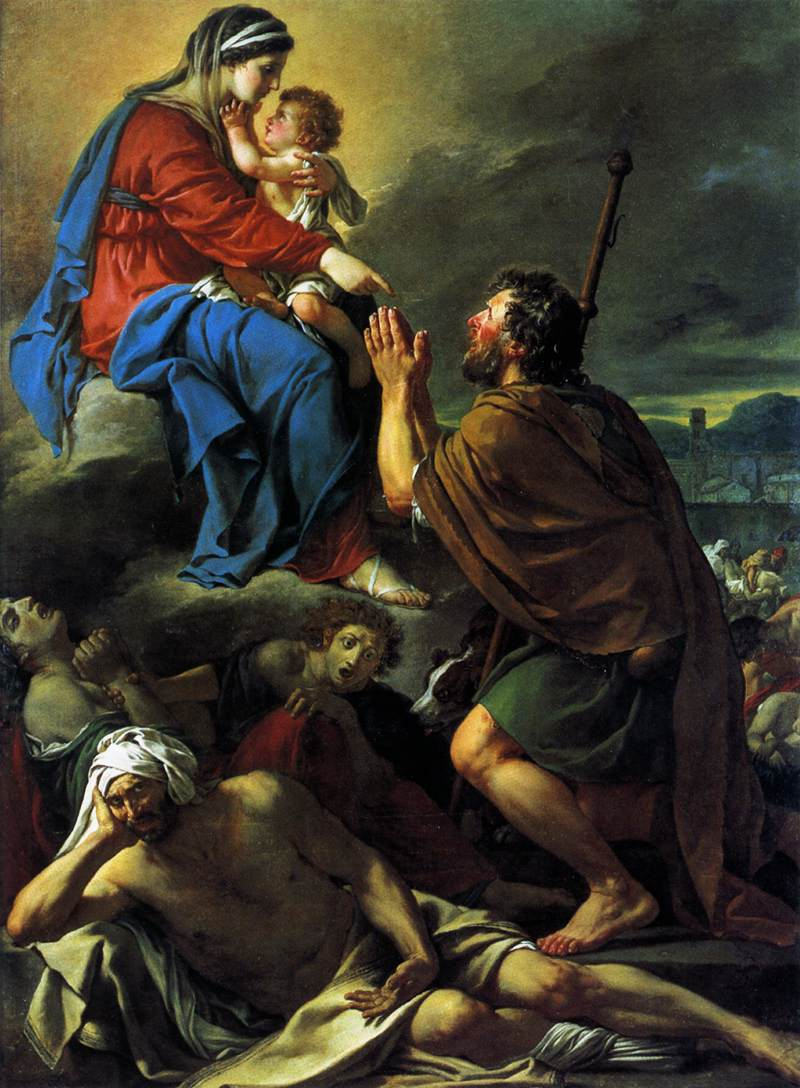
Saint Roch intercède auprès de la Vierge pour la guérison des pestiférés de Jacques-Louis David (1780), musée des Beaux-Arts de Marseille.
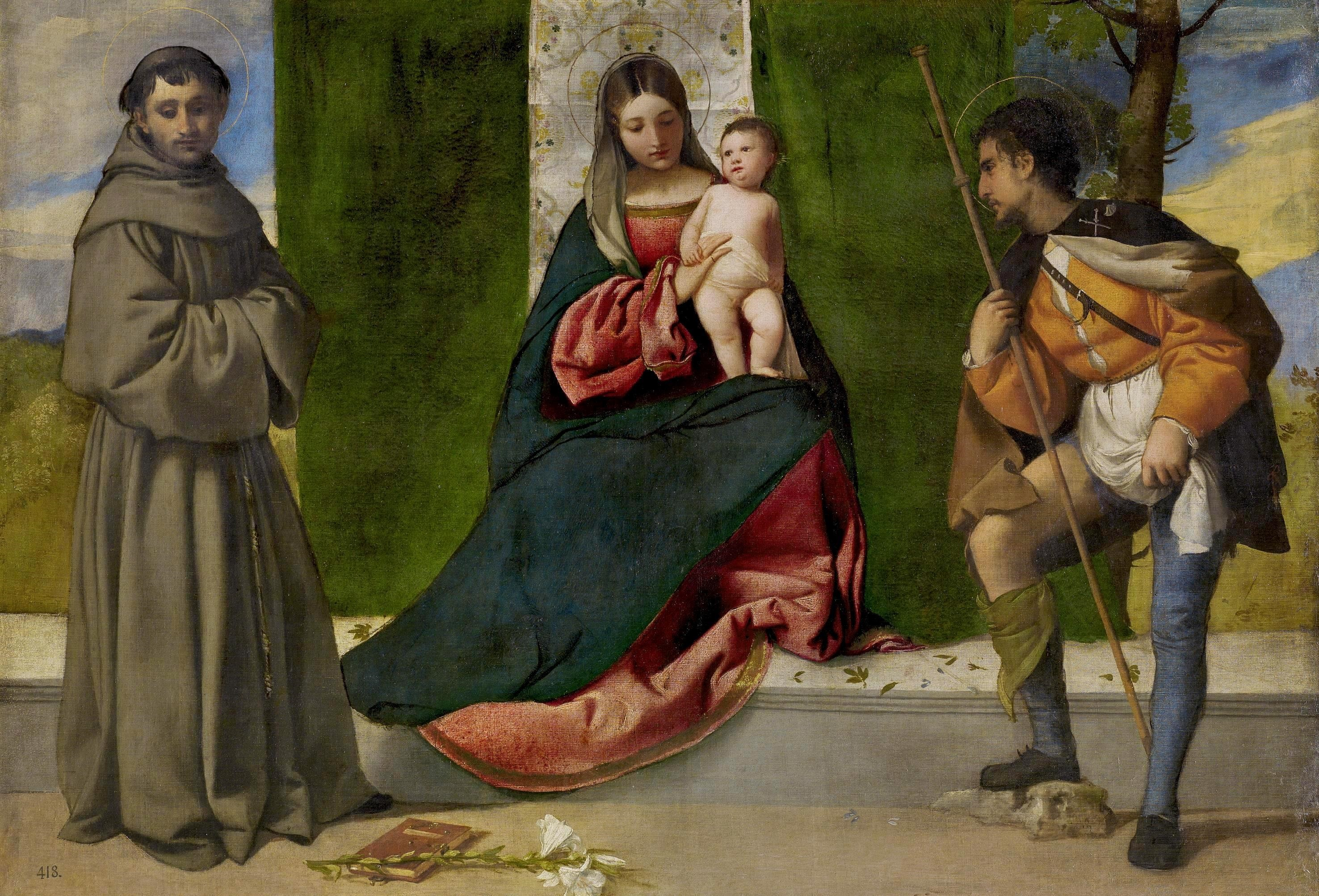
La Vierge à l'Enfant entre les saints Antoine de Padoue et Roch du Titien (v. 1508), musée du Prado, Madrid, Espagne.

### Statues

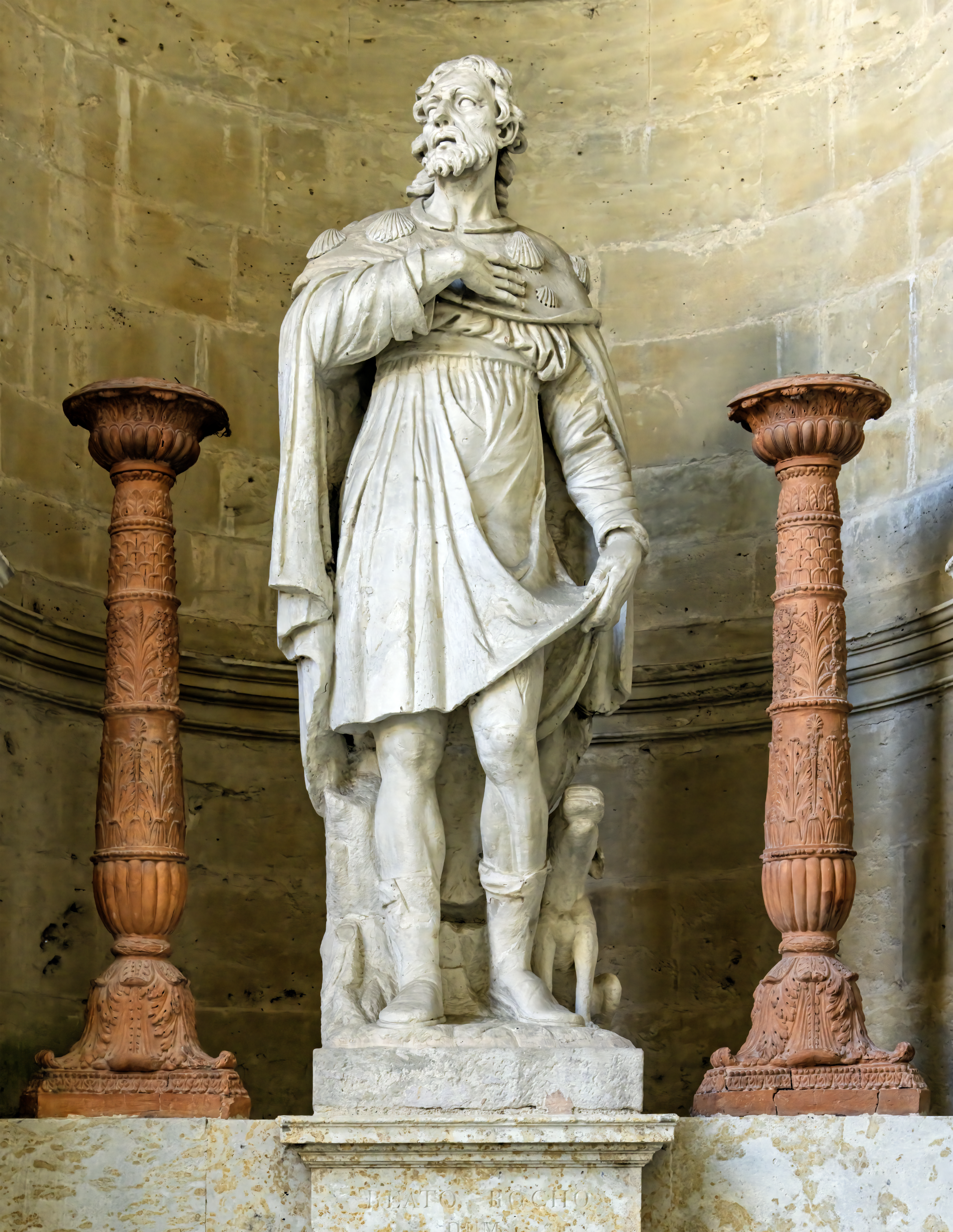
Saint Roch, terre cuite par Gervais Drouet, cathédrale Sainte-Marie d'Auch
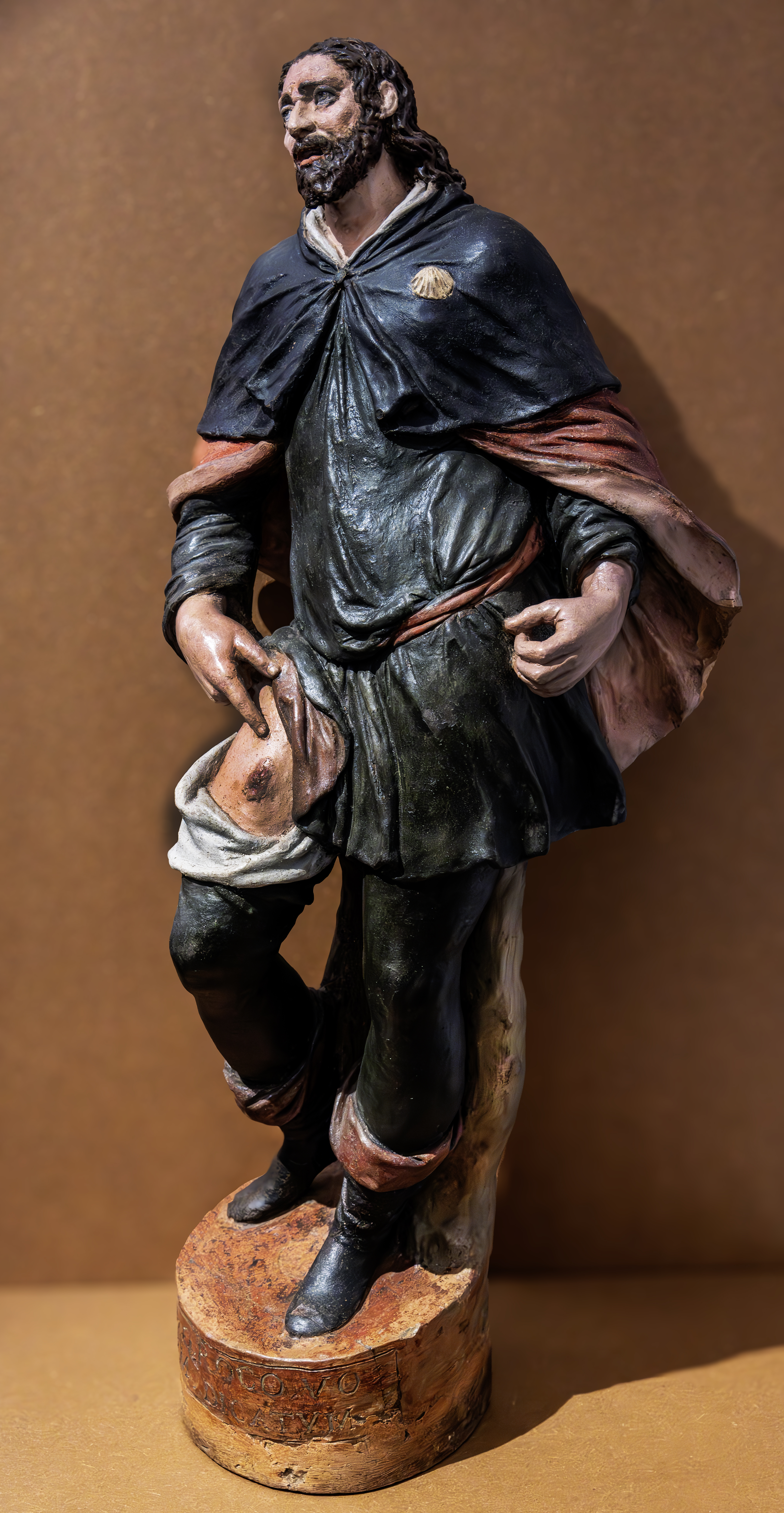
Saint Roch, terre cuite (1600-1650), musée Santa Catarina à Trévise.
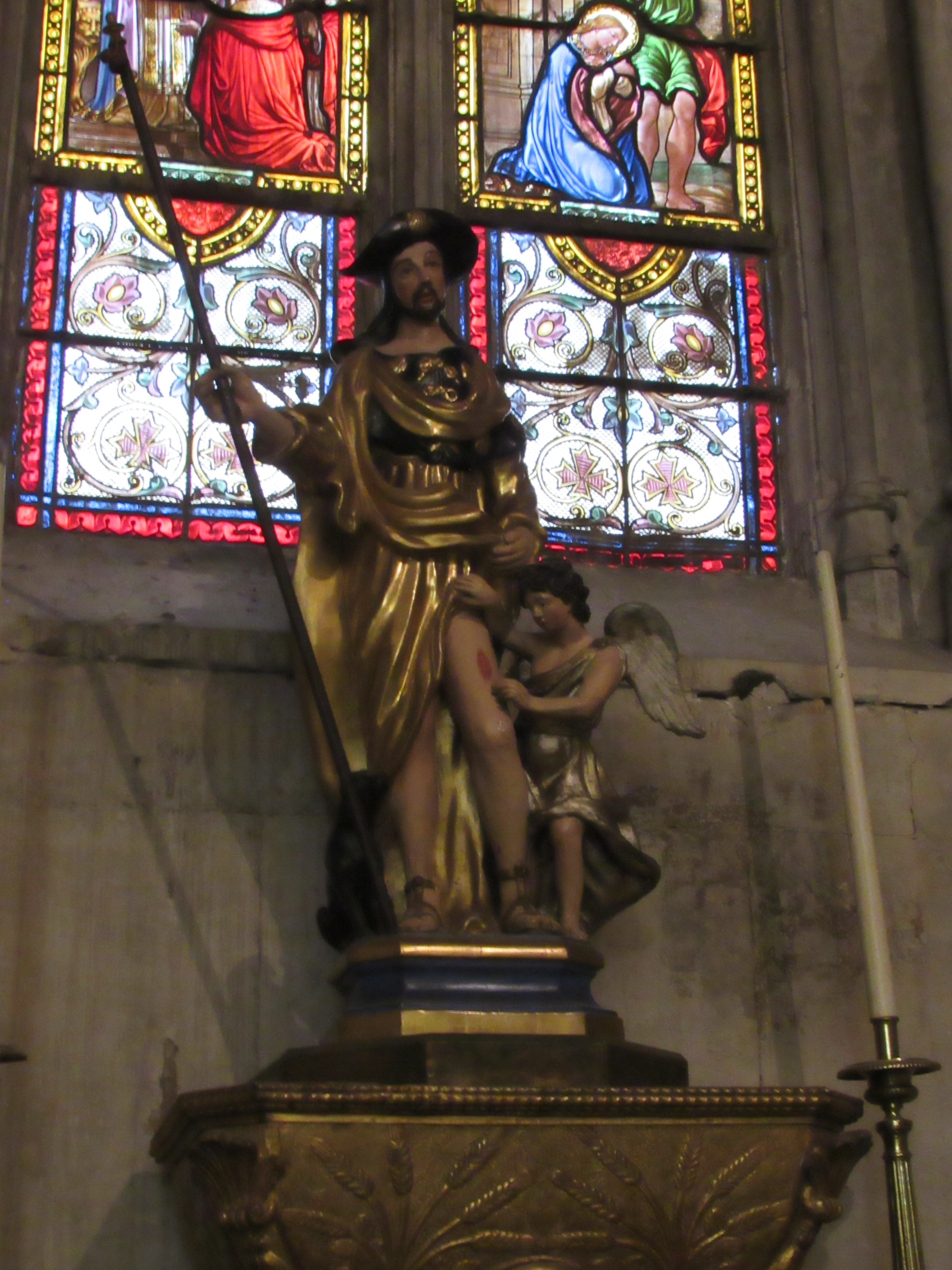
Saint Roch dans la cathédrale Notre-Dame-des-Doms d'Avignon.
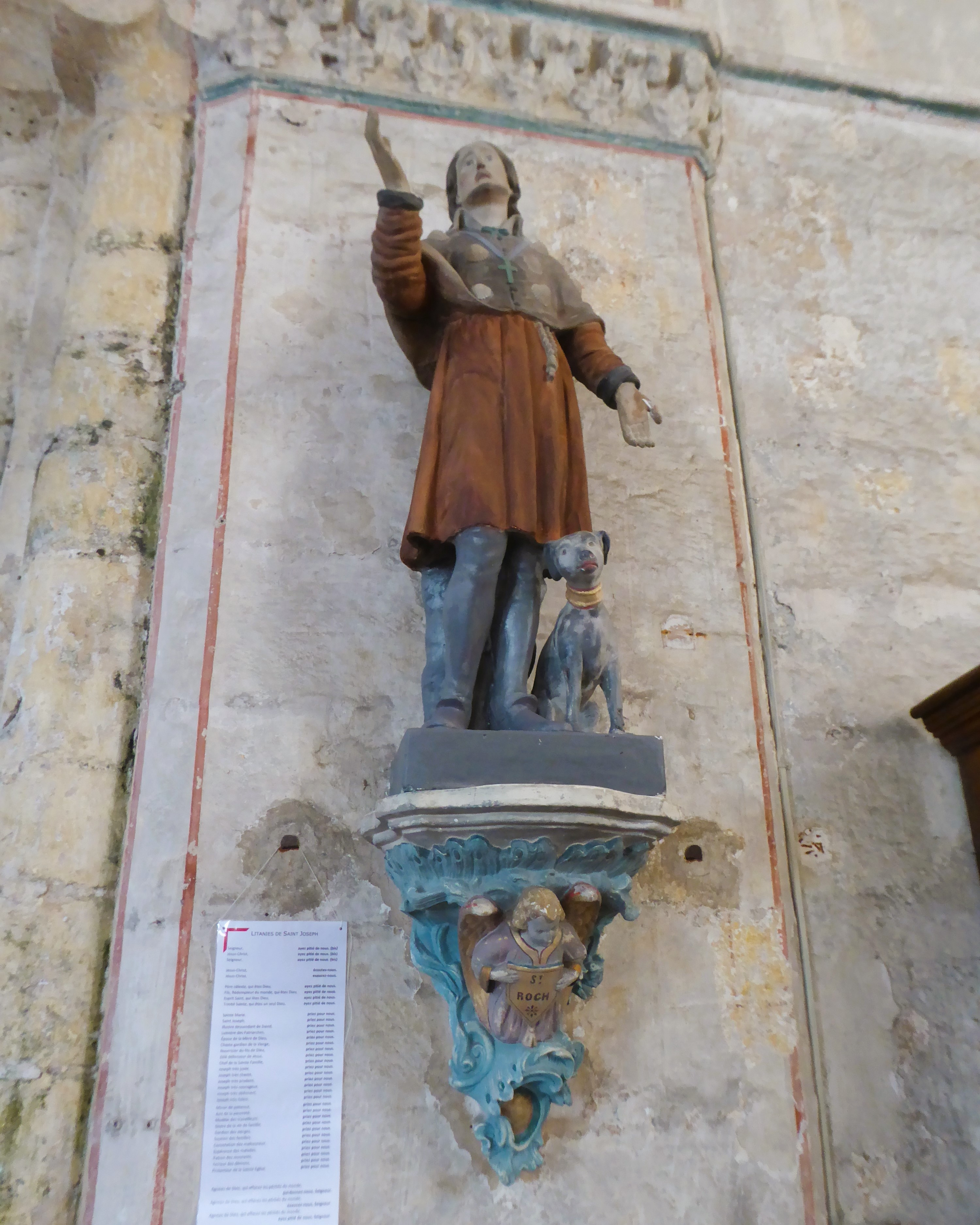
Saint Roch et son chien, église Saint-Pierre de Chartres.

### Dictons
Il est parfois dit :
- De deux personnes inséparables : « C'est saint Roch et son chien », « Qui voit saint Roch, voit bientôt son chien », ou encore « Qui aime saint Roch, aime son chien ».
- De quelqu'un de mal peigné : « peigné comme saint Roch ».
- « La Saint-Roch annonce le temps d'automne ».
- « À la Saint-Roch, les noisettes on croque ».
- « À la Saint-Roch, grande chaleur prépare vin de couleur ».
- Pour les laboureurs : « Après la Saint-Roch, aiguise ton soc et chausse tes sabots », car le moment est venu pour eux de préparer les labours pour les semailles d'automne.
- « S'il pleut à la Saint-Roch les truffes pousseront sur le roc. »
- « Oncques pluye ne fict tord à la grand saint Roch en Retord ».

## Musique
- Louis-Nicolas Clérambault, Motet de Saint Roch opus 77, en sol majeur.
- Davide Ambrogio[24], A San Rocco, Label Catalea, 2021